# Avandoned
avandoned（あヴぁんだんど）は、日本の女性アイドルグループ。略称は『ヴぁ』または『あヴぁ』。

## 概要
2014年に結成されたアイドルユニット。プロデュース、振付、レッスン、ライブにおける曲構成等メンバー自身で行い、オルタナティブをはじめ、オールディーズな楽曲でのパフォーマンスを行った。
2014年、社会学者の濱野智史がプロデュースするアイドルグループ・PIP（Platonics Idol Platform）のメンバーオーディションに参加したが「普通のアイドルには向いていない」という理由でオーディションから漏れたメンバーを集め、濱野智史プロデュース第二弾アイドルとして結成された。
しかし、濱野が多忙により手が回らず、しばらく活動がなかった為、自分達で経験のないゼロからスタートする事となった。その時の状況から"見捨てられた"の英語訳である「abandoned」を元に「あヴぁんだんど」というグループ名となった。
2016年6月のプロダクション移籍に伴い、当初のプロデューサー濱野との関係性は無くなり、旧運営とも別れ、プロデュースにおいても自らで行っていく体制となった。
2019年1月、新体制に伴い正式名称を「あヴぁんだんど」から「avandoned」に変更。同年2月、唯一のオリジナルメンバー宇佐蔵べにが、プレイング・プロデューサーに就任することを改めて宣言した。
2020年2月24日、解散、活動を終了。メンバーは他グループや個人名義で活動を行っている。

## 来歴

### 活動初期
2014年7月8日、新横浜NEW SIDE BEACHで初ライブ（この日をデビュー日としている）。
- 10月5日、うたた寝音 卒業。

2015年
- 3月23日、南実あんず 卒業。

### 4人体制 (2015.3-2016.3)
- 7月、ノイズミュージックバンド非常階段とのコラボユニットとなる「あヴぁ階段」を結成。アメリカの電子音楽デュオマトモスとイベントで共演。
- 7月、詩人最果タヒ作詞による楽曲「点滅ばいばい」の発表[3]。
- 9月12日、「AOMORI ROCK FESTIVAL '15〜夏の魔物〜」出演。
- 9月30日、TRASH-UP!! RECORDSの第1弾アーティストとして全国流通のCD「文鳥」を発売[4]。
- 11月、初のミニアルバム『ピクニックat nerd park』を発売[5]。
- 12月7日、初ミュージックビデオ「Feedback Friday」をYoutubeにて公開[6]。

2016年
- 1月・3月、メイドカフェめいどりーみんとのコラボイベントを開催。
- 1月29日、渋谷WWWにて初ワンマンライブ「あヴぁんだんど1stワンマン～ピクニック at nerd park～」を開催[7]。
- 2月12日、東雲好卒業を発表[8]。
- 2月17日、非常階段とのコラボアルバム「あヴぁ階段～恋のノイズ大作戦～」が発売[9]。
- 3月19日、アメリカツアーをもって星なゆた脱退を発表[10]。
- 3月20日、ニヒリスト・スパズム・バンド（英語版）との共演。
- 3月23日より ”あヴぁ階段”としてアメリカツアー。
- 4月30日、４人体制ラストシングル「Magical Symphonic Girl / てのひら」を発売[11]。

### 3人体制 (2016.6-2016.12)
- 6月3日、新メンバー小鳥こたおの加入と同時に旧運営を離れ、クロスアイデアへ移籍[12]。
- 8月、瀬戸内国際芸術祭にて単独ライブを実施[13]。
- 8月、MOOSSIC LAB 2016において、ぱくみゆう監督によるドキュメンタリー映画「あヴぁんだんドキュ」に出演[14]。
- 8月31日、移籍後初となるシングル「ヴぁんでぃっつ！！！/オンナノコヤマイ」を発売[15]。
- 10月、初の北海道となったNo Maps presents 『 IDOL DIVERSITY 』に出演[16]。
- 11月、YOIMACHI2016[17]、MAWALOOP2016のサーキットイベントに出演した。
- 12月、小日向夏季 卒業[18]。

### 2人体制 (2017-2019.1)
2017年
- 1月、『しりあがり寿PRESENTS（有）さるハゲロックフェスティバル'17』に出演[19]。
- 3月、関ジャニ∞の関ジャム 完全燃SHOW「音楽業界のプロが選ぶ今知っておくべき10代アーティスト」コーナーにて立山龍廣氏により「10代の原石アーティスト」として紹介[20]。
- 5月31日、シングル「HELLO!!/FEVER」発売[21]。
- 7月11日、3周年記念ワンマンライブを開催[22]。
- 8月、10月から2018年春までの活動一時休止を発表[23]。
- 10月10日に活休前最後となる7inchシングルリリース記念ワンマンパーティーを開催[24]。
- 11月8日にLEARNERSの松田岳二プロデュースによる初の7inchシングル「ドーナツふれんど」発売[25]。

2018年
- 4月、活動再開前の"プレあヴぁんだんど"として、Feelin'Fellows2018に出演。
- 5月20日、正式に活動再開。同日、活動再開と新シングルリリース記念ライブを開催。
- 5月23日、両A面シングル「AFTER SCHOOL/爆発するロマンス」発売[26]。プロデュース松田岳二、作詞作曲KONKOS、Magic,Drums&Love。
- 10月10日、同プロデュースによる「LEMON PEELS/ちゃんとここにサインして」発売[27]。
- 11月16日、メンバー小鳥こたお卒業、新メンバーオーディション開催を発表。

### "avandoned"時代 (2019-2020)
2019年
- 1月20日、小鳥こたお 卒業。
- 1月31日、新メンバー犬飼はるプレお披露目。
- 2月2日、名古屋"でらロック"出演。新メンバー犬飼はる 加入。
- 2月24日、新メンバー第2弾として、真戸しずく、ゑりかちゃんべいびー 加入[28]。
- 3月22日、主催の東名阪ツアーにて新メンバー第3弾 出雲にっき、清水まな 加入。これをもって6人による新体制とした。
- 6月26日、新体制後初シングル「マーガレット」発売[29][30]。サウンドプロデューサーつるうちはな、MV監督は元乙女新党の荒川ちか。
- 10月5日、新体制初のワンマンライブ『bouquet』開催、ゑりかちゃんべいびーが助っ人を満了。5人組となる。
- 11月15日、新メンバー音々ひるね 加入。
- 12月31日、真戸しずく 卒業。

2020年
- 1月31日、解散を発表[31]。
- 2月24日、「avandoned 出雲にっき生誕祭 わんきゅう!!」（KOENJI HIGH）にてラストライブをおこなう。

## メンバー

### 最終メンバー
| 名前                     | 担当色       | 生年月日       | 血液型 | 身長  | 出身           | 備考 |
| ------------------------ | ------------ | -------------- | ------ | ----- | -------------- | --- |
| 宇佐蔵 べに Usakura Beni | 紅色         | 1998年12月12日 | A型    | 152cm | 神奈川県       | オリジナルメンバー。楽曲振付、プレイング・プロデューサーとして運営を行った。 |
| 犬飼 はる Inukai Haru    | ラベンダー色 | ????年11月14日 | A型    | 155cm | 宮崎県         | 2019年2月2日活動開始。 【その他活動】 - ミスiD2018「死んだふりして生きるのはもう飽きた」賞。 - 元終演後物販メンバー(柳ゆうか)。 - つるうちはな「おまじないを君に」Music Video出演。 - 2021年1月、SODA（元HAMIDASYSTEM、クロスノエシス）とアイドルユニット『New ruru』を結成。 |
| 出雲 にっき Izumo Nikki  | 真珠色       | 2001年2月22日  | 不明   | 156cm | 宮城県気仙沼市 | 2019年3月22日活動開始。 【その他活動】 - ミスiD2019文芸賞（安住日希）。清水まなとは高校の友人。 - つるうちはな「おまじないを君に」Music Video出演。 - つるうちはな『サルベージ』収録「宇宙の神秘女の子」MV主演。 - レコードDJを行う。 - 2021年6月、アイドルグループ『innes』。2022年4月卒業。 - 2020年8月、すずめ園（元SAKA-SAMA「Dr.まひるん」）と自由律俳句ユニット『ひだりききクラブ』を結成。 - 南海放送「杉作Ｊ太郎のファニーナイト」内 #ねこしゃく レギュラー。毎週火曜20:30〜。 |
| 清水 まな Shimizu Mana   | 瑠璃色       | 2000年9月6日   | B型    | 155cm | 宮城県気仙沼市 | 2019年3月22日活動開始。 グッズやフライヤーのイラストレーションを担当することもあった。 地元の友人であった出雲にっきと二人でavandonedのオーディションを受け合格。揃ってメンバーとなった。 高校時代、第19回高校生国際美術展にて内閣総理大臣賞を受賞。 |
| 音々 ひるね Nene Hirune  | 空色         | 1999年6月7日   | A型    | 150cm | 群馬県         | 2019年11月23日活動開始。 【その他活動】 - 元SAKA-SAMAメンバー（旧名：瀬戸まーな） - ミスiD2021 絶対アイドル賞。 - 2021年6月『re:miaw』結成。結成メンバーは、桐生ちあり(元Summer Rocket、D'yerMak'er?)、しののめしなの(元Summer Rocket)、琴海りお(元レッツポコポコ、Origamillio(n))、ねねひるね。 |

### 旧メンバー
- うたた 寝音　(うたた ねね)　担当色：白  
  - オリジナルメンバー。2014年10月5日卒業。
- 南実 あんず　(みなみ あんず)　担当色：ピンク  
  - オリジナルメンバー。2015年3月23日卒業。ミスiD2016セミファイナリスト（「あんず」名義）[39]。元Kissbee 4.5期候補生（「七瀬 あんず」名義）。
- 星 なゆた　(ほし なゆた)　担当色：水色  
  - オリジナルメンバー。2016年3月29日脱退[40]。ミスiD2016セミファイナリスト[39]。
- 東雲 好　(しののめ このみ)　担当色：紫  
  - オリジナルメンバー。2016年4月29日卒業 [41]。
  - 現在、本名の「佐藤 好」にて、山形のケーブルテレビや、NHK盛岡放送局のキャスター[42]として活動中。
- 小日向 夏季　(こひなた なつき)　担当色：黄色  
  - オリジナルメンバー。2016年12月22日卒業[43][44]。
  - 卒業後、「雨宮 未來」に改名、エモクルスコップに所属、活動の後、現在、NaNoMoRaLとして活動中。
- 小鳥 こたお　(ことり こたお)　担当色：緑  
  - 2016年6月3日加入、2019年1月20日卒業[45]。
- ゑりかちゃんべいびー　担当色：ひよこ色  
  - 2019年2月14日、助っ人メンバーとして加入、2019年10月5日満了。
- 真戸 しずく　(まと しずく)　担当色：牡丹色  
  - 2019年2月14日加入、2019年12月31日卒業。
  - 卒業後「尾野寺しずく」として活動。1stシングル「君への想い」、2nd「君だけに見える空」をリリース。
  - 2021年7月3日、「琴山 しずく」としてRAYに加入[46]、活動中。

## 楽曲

### 楽曲一覧
| #  | 曲名                     | 作詞                                  | 作曲                          | 初披露         | 備考                                        |
| -- | ------------------------ | ------------------------------------- | ----------------------------- | -------------- | ------------------------------------------- |
| 1  | あヴぁんだんど           | 濱野智史                              | 佐々木二郎                    | 2014年7月26日  |                                             |
| 2  | てのひら                 | 佐々木二郎                            | 佐々木二郎                    | 2014年10月12日 |                                             |
| 3  | 文鳥                     | 佐々木二郎                            | 佐々木二郎                    | 2014年11月1日  |                                             |
| 4  | DBxPG                    | 佐々木二郎                            | 佐々木二郎                    | 2015年1月26日  |                                             |
| 5  | Feedback Friday          | 佐々木二郎 星なゆた                   | 佐々木二郎                    | 2015年2月22日  |                                             |
| 6  | Have Some Dreams         | 佐々木二郎                            | ハシダカズマ （箱庭の室内楽） | 2015年4月19日  |                                             |
| 7  | 勝手にしやがれ           | 佐々木二郎                            | 佐々木二郎                    | 2015年6月12日  | 途中の台詞部分は、メンバーアドリブ          |
| 8  | 点滅ばいばい             | 最果タヒ                              | 佐々木二郎                    | 2015年7月11日  |                                             |
| 9  | 西鶴一代女               | 佐々木二郎                            | 佐々木二郎                    | 2015年8月16日  |                                             |
| 10 | 0次元の空想恋愛          | 佐々木二郎                            | 佐々木二郎                    | 2015年11月14日 |                                             |
| 11 | さいごのクリスマス       | 佐々木二郎                            | 佐々木二郎                    | 2015年12月1日  |                                             |
| 12 | Magical Symphonic Girl   | つるうちはな あヴぁんだんど           | つるうちはな                  | 2016年1月29日  | 編曲 佐々木二郎                             |
| 13 | オンナノコヤマイ         | つるうちはな                          | つるうちはな                  | 2016年6月17日  | 編曲 つるうちはな                           |
| 14 | ヴぁんでぃっつ！！！     | つるうちはな                          | つるうちはな                  | 2016年7月30日  | 編曲 つるうちはな                           |
| 15 | かさぶた                 | 宇佐蔵べに                            | 吉澤幸男(GAGAKIRISE)          | 2017年1月6日   | 曲名は、小鳥こたおのアイデア                |
| 16 | Hello!!                  | つるうちはな                          | つるうちはな                  | 2017年4月1日   |                                             |
| 17 | FEVER                    | タカタタイスケ(PLECTRUM) つるうちはな | タカタタイスケ                | 2017年5月17日  |                                             |
| 18 | ドーナツふれんど         | 松田岳二                              | 松田岳二                      | 2017年10月10日 | 松田"CHABE"岳二、及び、LEARNERSプロデュース |
| 19 | AFTER SCHOOL             | 古川太一 佐藤寛                       | 古川太一 佐藤寛               | 2018年5月20日  | 松田"CHABE"岳二プロデュース                 |
| 20 | 爆発するロマンス         | YURINA da GOLDDIGGER                  | Jinta＝Jinta                  | 2018年5月20日  | 松田"CHABE"岳二プロデュース                 |
| 21 | LEMON PEELS              | 松田岳二                              | 松田岳二                      | 2018年8月15日  | 松田"CHABE"岳二プロデュース                 |
| 22 | ちゃんとここにサインして | ヤブユウタ(SEVENTEEN AGAiN)           | ヤブユウタ                    | 2018年10月6日  | 松田"CHABE"岳二プロデュース                 |
| 23 | 処方戦                   | スガナミユウ                          | スガナミユウ                  | 2019年1月31日  | 松田"CHABE"岳二プロデュース                 |
| 24 | マーガレット             | つるうちはな                          | つるうちはな                  | 2019年6月16日  | つるうちはなプロデュース 編曲 The Broken TV |

### ミュージック・ビデオ（YouTube）
- Feedback Friday（2015年12月公開）[47]
- ヴぁんでぃっつ！！！（2016年8月公開）[48]
- Hello!!（2017年5月公開）[49]
- AFTER SCHOOL（2018年5月公開）[50]
- ちゃんとここにサインして（2018年10月公開）[51]
- マーガレット（2019年6月公開）[52]

　多くのライブ映像がYoutubeに現存する。

### カバー
- 宇宙の神秘女の子：つるうちはな
- サイレントマジョリティー：欅坂46
- 世界中をしあわせにする方法：APOKALIPPPS
- SHAMPOO PLANET：LEARNERS（シングル「ドーナツふれんど」に「あヴぁんだんどのシャンプープラネット」として収録）
- あいゆうえにい：つるうちはな
- I AM ア 人間：つるうちはな
- ミッドナイト清純異性交遊：大森靖子
- 電波ジャック：パスピエ
- 地獄先生：相対性理論
- 制服が邪魔をする：AKB48
- ぴんこすてぃっくluv：鏡音リン・鏡音レン（ギガP）
- Give me your love 全部：BiS
- nerve：BiS

## ライブ

### 主催・主要
| #  | 年   | 日程     | タイトル                                                                          | 場所               | 共演者                                                                                        | 備考                           |
| -- | ---- | -------- | --------------------------------------------------------------------------------- | ------------------ | --------------------------------------------------------------------------------------------- | ------------------------------ |
| 1  | 2015 | 7月11日  | 小日向夏季生誕祭                                                                  | 神楽坂TRASH-UP!!   | 小日向夏季、おやすみホログラム、天川宇宙、ゆっきゅん、栗原ゆう                                | TRASH-UP!!との共催             |
| 2  | 2015 | 7月11日  | あヴぁんだんど1周年記念祭                                                         | 神楽坂TRASH-UP!!   | あいまいもこ、篠原ゆり、水野しず、田島ハルコ、なの小夕子、にゃにゃんがプー                    | TRASH-UP!!との共催             |
| 3  | 2015 | 12月5日  | 東雲好生誕祭 『あるところに東雲好という女の子がいました。』                       | 渋谷grad           | 東雲好、Maison book girl、GOMESS feat. ふかしぎくん、水野しず、Hauptharmonie                  |                                |
| 4  | 2015 | 12月12日 | 宇佐蔵べに生誕祭 『うさべにおたんじょうびおめでとうの会〜17さい小学5年生〜』      | 新宿MARZ           | 宇佐蔵べに、石川浩司、夏の魔物、ブラックDPG、BELLRING少女ハート、おやすみホログラム           |                                |
| 5  | 2016 | 1月29日  | あヴぁんだんど 「ピクニック at nerd park」 リリースパーティー＆ファーストワンマン | 渋谷WWW            |                                                                                               |                                |
| 6  | 2016 | 4月29日  | 東雲好卒業公演 〜最後まで好きだと言って？〜                                       | 渋谷VUENOS         | 東雲好、Hauptharmonie、水野しず、クマリデパート、レッツポコポコ、少女閣下のインターナショナル |                                |
| 7  | 2016 | 7月16日  | 小日向夏季生誕ライブ 『あっぱれ！まるごと！！笑顔がビビビッ！！！』               | 渋谷MILKYWAY       | 小日向夏季、里咲りさ、おやすみホログラム                                                      |                                |
| 8  | 2016 | 8月28日  | シモキタ夏のあヴぁまつり                                                          | 下北沢ERA          | Summer Rocket、963、テンテンコ、つるうちはな                                                  |                                |
| 9  | 2016 | 10月29日 | 小鳥こたお生誕ライブ 『ちゅんちゅんほんわかデスマッチ』                           | 下北沢ReG          | カラテバラモン、水野しず、絵恋ちゃん、シバノソウ                                              |                                |
| 10 | 2016 | 12月25日 | うさべに生誕 『べにのたのしい18さい』                                             | 新宿レッドクロス   |                                                                                               |                                |
| 11 | 2017 | 7月11日  | 3周年だよあヴぁんだんど！記念ワンマンパーティー                                   | 下北沢THREE        |                                                                                               |                                |
| 12 | 2017 | 10月10日 | 見納めだよあヴぁんだんど！                                                        | 下北沢THREE        |                                                                                               |                                |
| 13 | 2018 | 5月20日  | おかえりあヴぁんだんど！ -復活&レコ発記念ワンマンライブ-                          | 下北沢BASEMENT BAR |                                                                                               |                                |
| 14 | 2018 | 8月5日   | 初めまして、R！                                                                   | R アール           |                                                                                               |                                |
| 15 | 2018 | 8月12日  | また来ちゃったよ、R！                                                             | R アール           |                                                                                               |                                |
| 16 | 2018 | 8月15日  | あヴぁんだんどのお盆だんど                                                        | 下北沢THREE        |                                                                                               |                                |
| 17 | 2018 | 9月23日  | 3度めまして、R！                                                                  | R アール           |                                                                                               |                                |
| 18 | 2018 | 10月6日  | NEW SINGLE release party あヴぁんだんどワンマンライブ                             | 下北沢BASEMENT BAR |                                                                                               |                                |
| 19 | 2018 | 12月12日 | あヴぁんだんど 宇佐蔵べに 20歳バースデーライブ 『うさべにこんにちハタチ！』       | 下北沢THREE        |                                                                                               |                                |
| 20 | 2019 | 1月20日  | あヴぁんだんど 小鳥こたお卒業記念ライブ                                           | 新宿club SCIENCE   |                                                                                               |                                |
| -  | 2019 | 1月31日  | TAKENOKO▲主催～TAKENOKO▲のご挨拶よろしいでしょうかVol.5～                         | 渋谷Glad           | TAKENOKO▲、会心ノ一撃、さっきの女の子                                                         | 新メンバー"第1弾"プレお披露目  |
| 21 | 2019 | 2月24日  | ava Friend,Friend,Friend                                                          | 渋谷 O-crest       | クマリデパート、・・・・・・・・・、963                                                       | 新メンバー"第2弾"お披露目      |
| 22 | 2019 | 3月22日  | avandoned presents 『春一番に乗っかってお披露目 東名阪ツアー』                    | 渋谷Milky Way      | ぱいぱいでか美、電影と少年CQ、NEMURIORCA、SAKA-SAMA                                           | 新メンバー"第3弾"お披露目      |
| 23 | 2019 | 3月23日  | avandoned presents 『春一番に乗っかってお披露目 東名阪ツアー』                    | 西心斎橋CIRCUS     | TAKENOKO▲、メルトミュージック(ex.ジョアンジョアン)                                            |                                |
| 24 | 2019 | 3月24日  | avandoned presents 『春一番に乗っかってお披露目 東名阪ツアー』                    | 名古屋Dt BLD       | TAKENOKO▲                                                                                     |                                |
| -  | 2019 | 6月24日  | 『ゑりかちゃんべいびー初ソロ生誕祭！ ～WATASHI NO IBASYO LIVE～』                 | 高円寺HIGH         | APOKALIPPPS、しふぉん(ゆるめるも！)、milco、NILKLY                                            |                                |
| 25 | 2019 | 7月6日   | NEW SINGLE "マーガレット" 発売 & avandoned 5周年記念パーティー                    | 渋谷DESEO          | SKOOL GIRL BYE BYE、HAMIDASYSTEM、nuance、963                                                 |                                |
| 26 | 2019 | 9月6日   | 清水まな & 真戸しずく合同生誕ライブ『マナシズク・ズ・1stパーティー』              | 渋谷Glad           | 電影と少年CQ                                                                                  |                                |
| 27 | 2019 | 10月5日  | "avandoned" 1st one man live 『bouquet』                                          | 高円寺HIGH         |                                                                                               | ゑりかちゃんべいびー助っ人満了 |
| 28 | 2019 | 11月18日 | avandoned 犬飼はる生誕ライブ 『Inukai Haru-chan's birthday party』                | 新宿MARZ           | シンダーエラ、NILKLY                                                                          |                                |
| 29 | 2019 | 12月3日  | avandoned主催 ava party Vol.1                                                     | 新宿MARZ           | ねうちゃん、彼女のサーブ＆レシーブ、ノルウェージャンフォレストガール                          |                                |
| 30 | 2019 | 12月7日  | avandoned 宇佐蔵べに 生誕LIVE 『USABENI Birthday LIVE -21!!-』                    | 高円寺HIGH         | APOKALIPPPS、カイ                                                                             |                                |
| 31 | 2020 | 2月24日  | 『avandoned 出雲にっき生誕祭 わんきゅう!!』                                       | 高円寺HIGH         | RAY、SAKA-SAMA                                                                                | ラストライブ                   |

### ライブ履歴
| 公演リスト（2014年） | 公演リスト（2014年） | 公演リスト（2014年）                                               | 公演リスト（2014年）   | 公演リスト（2014年） | 公演リスト（2014年）                             |
| 年                   | 日程                 | タイトル                                                           | 場所                   | 共演者 | 備考                                             |
| -------------------- | -------------------- | ------------------------------------------------------------------ | ---------------------- | --- | ------------------------------------------------ |
| 2014                 | 7月8日               | 篠崎こころ生誕祭 『解散する気分はどうだい？』                      | 新横浜NEW SIDE BEACH!! | プティパ-ptit paas!-、IDOLsNOTDEAD、つばさFly、合法幼女症候群、NEXT少女事件、呑みドル愛子 |                                                  |
| 2014                 | 7月8日               | 『Bisの真裏でイベントとか馬鹿じゃない? まぁいっか解散するんだし』  | 新横浜NEW SIDE BEACH!! | 2&、合法幼女症候群、NEXT少女事件、桝田渚 |                                                  |
| 2014                 | 7月13日              | 『Hiro待ちTIME』                                                   | 目黒鹿鳴館             | 2&、NEXT少女事件、魁＆もんてろ、ハニーゴーラン、dreamy、月と太陽、ばんざいワールド |                                                  |
| 2014                 | 7月26日              | BELLRING少女ハート月イチ定期主催 「からふりゅ Vol.12」             | 目黒鹿鳴館             | BELLRING少女ハート、RYUKYU IDOL、月と太陽 |                                                  |
| 2014                 | 7月27日              | 【PIP第5回目定期公演】                                             | 東急銀座二丁目ビル     | PIP、姫乃たま |                                                  |
| 2014                 | 8月3日               | 『アイドル緊急招集特別編／夜』                                     | 新宿MARZ               | 2&、せのしすたぁ、TAKENOKO、じゅじゅ、Lovelys!!!!、CAMOUFLAGE |                                                  |
| 2014                 | 8月4日               | 『断然LIVE』♯5                                                     | 目黒鹿鳴館             | 2&、NEXT少女事件、エルフロート、少女☆タコサム、熊田佳奈絵、でぶいろクローバーZ、プティパ -petit pas!- |                                                  |
| 2014                 | 8月7日               | 「日本の夏、アイドルとの夏」 in歌舞伎町夏祭り                      | Birth shinjuku         | 2&、プティパ-petit pas!-、月と太陽、他 |                                                  |
| 2014                 | 8月10日              | 『Room iDOL#11』                                                   | 新宿MARZ               | choco☆milQ、アンダービースティー、Loveit!、他 |                                                  |
| 2014                 | 8月16日              | 『WHO'S NEXT GIRL』♯3                                              | 目黒鹿鳴館             | 2&、NEXT少女事件、NECRONOMIDOL、他 |                                                  |
| 2014                 | 8月16日              | 『WHO'S NEXT GIRL』♯4                                              | 目黒鹿鳴館             | 2&、NEXT少女事件、NECRONOMIDOL、PassCode、他 |                                                  |
| 2014                 | 8月17日              | 『真夏のSUPER断然LIVE』♯6                                          | 大塚heart+             | 2&、NEXT少女事件、少女☆タコサム、HALOPERI Doll、プティパ-petit pas!-、絵恋、夢幻レジーナ、星名ふみみ、エルフロート、PassCode、つばさFly、月と太陽、福森つかさ、熊田佳奈絵、他 |                                                  |
| 2014                 | 8月23日              | 『アキバ千円 番外編 Vol.2』(2部)                                   | TwinBox AKIHABARA      | アキシブproject、loop、NEXT少女事件、おとぎラビット研修中！、柚之原りえ、イチサキミキ、dora☆dora、マボロシ可憐GeNE |                                                  |
| 2014                 | 8月25日              | マボロシ可憐GeNE 夏の定期イベント 『マボロシ夏憐GeNE 2014』        | akiba on stage         | マボロシ可憐GeNE |                                                  |
| 2014                 | 8月30日              | 『ダイキサウンドLIVE あいどる夏祭り 〜宿題おわった？！〜』         | ディファ有明           | アイドル教室、青山聖ハチャメチャハイスクール、AeLL.、仮面女子、KNU、青SHUN学園、青春!トロピカル丸、DIANNASWEET、放課後プリンセス、MIKA☆RIKA |                                                  |
| 2014                 | 9月6日               | 『渋谷区で、太田区！？』                                           | J-pop cafe 渋谷        | KIRA☆PEACE、NECRONOMMIDOL、他 |                                                  |
| 2014                 | 9月7日               | 『月と太陽 めぐみ生誕祭』                                          | Birth shinjuku         | 月と太陽、合法幼女症候群、2&、NEXT少女事件 |                                                  |
| 2014                 | 9月13日              | 『NEXT少女事件 舞聖誕祭』                                          | 目黒鹿鳴館             | NEXT少女事件、月と太陽、プティパ-petit pas!-、2&、他 |                                                  |
| 2014                 | 9月14日              | 『アキバ千円Vol.6 いま一番熱いメンツでライブやったった！』         | AKIBAドラッグ&カフェ   | |                                                  |
| 2014                 | 9月20日              | 合法幼女症候群Halu生誕祭 『萌えとDEATHを司る天使の誕生日』         | 上野BRASH              | 合法幼女症候群、Aither、READY TO KISS、2&、プティパ-petit pas!-、NEXT少女事件、ばんざいわーるど、絶叫する60度、あぃかちゅ、BUNNY KISS、熊田佳奈絵、PassCode、他 |                                                  |
| 2014                 | 9月21日              | 【IDOL GROOVE LIVE 特別編！】                                      | 池袋BlackHole          | ステーション♪、Loveme Kissme、CutieCrew、Qam、リリックホリック歌劇団、永月ほなみ、他 |                                                  |
| 2014                 | 9月25日              | 『太田区文化会 Vol.80』 〜LIVE UNDERGROUND〜                       | KINGSX TOKYO           | NECRONOMIDOL、かなでももこ、月乃きら、峰尾こずえ、他 |                                                  |
| 2014                 | 9月27日              | 『Happiness!!-FAVORITE the IDOL』                                  | 渋谷Star lounge        | 強がりセンセーション、NEXT少女事件、Hauptharmonie、他 |                                                  |
| 2014                 | 9月27日              | 『歌舞伎者は断然LIVE』#8                                           | Birth shinjuku         | 2&、偶想Drop、月と太陽、NECRONOMIDOL、絵恋、8rincess、合法幼女症候群、星名ふみみ、君と僕、ときどきメランコリック、熊田佳奈絵、マボロシ可憐GeNE、エルフロート、他 |                                                  |
| 2014                 | 9月28日              | 『9月だ！！アキドラアイドルLIVE!Vol.13』                           | AKIBAドラッグ&カフェ   | DiNty、クラージュA's、jewel*mariee、涙-NAMIDA-、ラブアンドロイド、メグリアイ、dora☆dora、WenDee、buttёrfly.ねっと、Dear★Doll、他 |                                                  |
| 2014                 | 10月5日              | 『UPSTART GIRLS FES』                                              | 下北沢GARDEN           | 3776、プティパ-petit pas!-、ドリームステーションチームwater、ドリームステーション研修生、アイドルミックス、他 |                                                  |
| 2014                 | 10月5日              | Grati&逢沢ありあpresents 『アイプラ上々逢沢ありあ3周年SP』         | 表参道GROUND           | 逢沢ありあ、&CRASY、CAMOUFLAGE、香月未緒、Splash!、つばさFly、星乃ちろる、MoE、柳瀬蓉 | うたた寝音 卒業公演                              |
| 2014                 | 10月12日             | 『アキバアリーナアイドル祭り vol.1』                               | アキバアリーナ         | 苺りなはむ、DJにかもきゅ、Collectiongierls、DJもきゅはむ、目黒川女学館、他 |                                                  |
| 2014                 | 10月12日             | 『AKIBA IDOL FESTIVAL vol.1』                                      | AKIBAドラッグ&カフェ   | |                                                  |
| 2014                 | 10月16日             | 『アイドル革命！ 渋谷1,000円祭り』                                 | 渋谷 O-NEST            | Blue☆star、西島孝美、岡田茜、他 |                                                  |
| 2014                 | 10月19日             | 『アキバアリーナアイドル祭り vol.2』                               | アキバアリーナ         | Collectiongirls、高橋ありさ、魔法少女☆りりぽむ、さな子 |                                                  |
| 2014                 | 10月25日             | 『水色の雫』 〜偶想Drop杏奈生誕祭〜                                | 池袋BlackHole          | 偶想Drop、合法幼女症候群、2&、君と僕、ときどきメランコリック、NEXT少女事件、じゅじゅ、リナチックステイト |                                                  |
| 2014                 | 10月26日             | 【IDOL GROOVE LIVE SP Vol.1】                                      | 渋谷O-NEST             | カタモミ女子、夢幻レジーナ、ベースボールガールズ、HALOPERI Doll、loop、Notall、Whoop!e Whoop!e、amiina、おとぎラビット修行中! |                                                  |
| 2014                 | 10月26日             | 【10月だ！！アキドラアイドルLIVE vol.14】                          | AKIBAドラッグ&カフェ   | |                                                  |
| 2014                 | 10月30日             | 『TRASH-UP!!まつり』 〜ハロウィンの夜〜                            | 渋谷WWW                | BELLRIG少女ハート、ゆるめるモ!、Escalator or Elevator、KOTO、じゅじゅ、NECRONOMIDOL、おやすみホログラム、ベッド・イン with パートタイムラバーズ、センチメンタルウインク、Hauptharmonie |                                                  |
| 2014                 | 11月1日              | 『アイドル甲子園FESTIVAL』 supported by 生メール                   | STUDIO COAST           | アイドルカレッジ、あかぎ団-AKAGIDAN-、赤マルダッシュ☆、amiina、AMiE、amorecarina、ANNA☆S、他 |                                                  |
| 2014                 | 11月9日              | 【IDOL GROOVE LIVE SP Vol.2】                                      | 渋谷O-CREST            | 夢幻レジーナ、カタモミ女子、Notall、HALOPERI Doll、イチサキミキ、RABBIT KICK、SDおまつりハッピー’S、3776、buttёrfly.ねっと、浦安マリンエンジェルスネオ、加藤育実、永月ほなみ |                                                  |
| 2014                 | 11月9日              | 【アキバアイドルフェスティバル vol.2】                             | AKIBAドラッグ&カフェ   | |                                                  |
| 2014                 | 11月15日             | はむふぇす！vol.2 -りなはむの今気になる人を集めました-             | GARRET udagawa         | 苺りなはむ、柊木りお、つばさfly、ナト☆カン、ギュウゾウ(電撃ネットワーク)、DJ younaP!(ゆるめるモ！)、 NEXT少女事件、おやすみホログラム、PIP、濱野智史 |                                                  |
| 2014                 | 11月24日             |                                                                    | 青山EVER               | |                                                  |
| 2014                 | 11月25日             |                                                                    | アキバアリーナ         | |                                                  |
| 2014                 | 11月30日             | 【11月だ！！アキドラアイドルLIVE vol.15】                          | AKIBAドラッグ&カフェ   | |                                                  |
| 2014                 | 12月6日              | expiece Free Live!! in アメ横アイドル劇場 〜Road to 東京FMホール〜 | アメ横アイドル劇場     | expiece、藤崎ゆうり、bonbon ange、永月ほなみ、Still＠Secret |                                                  |
| 2014                 | 12月7日              | 箱庭の室内楽×Mix Tape presents “新宿年忘れパーティー”              | 新宿MARZ               | 箱庭の室内楽、Sugar's Campaign、lyrical school、BELLRING少女ハート、DJテンテンコ、Shiggy Jr、ザ・なつやすみバンド、MISTAKES、thai kick murph、仮谷せいら、DOTAMA、Fragment、YOCO ORGAN、パブリック娘。、TOURS Pa's Lam System、Carpainter、Licaxxx、おいしいはなし、The Wedding Mistakes、Emerald the mornings、Herrokkin、miam、りなはむ a.k.aいちごの国のお姫様、elninotheidol(mel house)、他 | 東雲好、南実あんずの生誕イベント                 |
| 2014                 | 12月8日              |                                                                    | アキバアリーナ         | Collectiongirls、ゆっきゅん、このは、センチメンタルウインク |                                                  |
| 2014                 | 12月14日             | 【あヴぁんだんど 〜うさべに生誕祭〜】                              | PLUM LIVE SHOP         | センチメンタルウインク、ダブルフォー | 宇佐蔵べにの生誕イベント AIF vol.3内にて実施     |
| 2014                 | 12月14日             | 【アキバアイドルフェスティバル vol.3】                             | AKIBAドラッグ&カフェ   | キャンディzoo、loop、最終未来兵器mofu、KIRA☆PEACE、8princess、NECRONOMIDOL、他 |                                                  |
| 2014                 | 12月15日             | miniはむふぇす！inアキバアリーナ                                   | アキバアリーナ         | 苺りなはむ、最終未来兵器mofu、collection girls、Hauptharmonie |                                                  |
| 2014                 | 12月17日             | 【アキシブproject定期無料LIVE】                                    | TwinBox AKIHABARA      | アキシブproject |                                                  |
| 2014                 | 12月21日             | 『Happiness!!-FAVORITE the IDOL-』                                 | チェルシーホテル       | Kit Cat、KOTO、Hauptharmonie、マボロシ可憐GeNE、ラブアンドロイド |                                                  |
| 2014                 | 12月26日             | 【魔法祭】 第13陣「聖戦'X」                                        | 青山EVER               | CAMOFLAGE、センチメンタルウインク、ユメの缶詰、AMiE、カルロスまーちゃん、絵恋、principal!、福山タク他 |                                                  |
| 2014                 | 12月28日             | 【12月だ！！アキドラアイドルLIVE vol.16】                          | AKIBAドラッグ&カフェ   | Clap! Clap!、フルーツリング&はづきちーぬきゃんでぃーぬ、meltia、DelightStyle、イチサキミキ、RABBIT KICK、メグリアイ、江口いちご、まどもあ54世、ステーション♪、百花繚乱 | 当初、1部のみの出演だったが、急きょ、2部にも出演 |

| 公演リスト（2015年） | 公演リスト（2015年） | 公演リスト（2015年）                                                                                                  | 公演リスト（2015年）            | 公演リスト（2015年） | 公演リスト（2015年）                |
| 年                   | 日程                 | タイトル | 場所                            | 共演者 | 備考                                |
| -------------------- | -------------------- | --- | ------------------------------- | --- | ----------------------------------- |
| 2015                 | 1月1日               | LIVEプラス＠赤坂BLITZ』 supported by 「きみだけ★LIVE」                                                                | 赤坂BLITZ                       | アイリス、あかぎ団-AKAGIDAN-、究極人形-アルテマドール-、イチサキミキ、WenDee、上野優華、KIRA☆PEACE、上月せれな、ジュネス☆プリンセス、スマイル学園、青SHUN学園、月と太陽、つばさFly、東京CLEAR'S、ナト☆カン、南無禅、Hauptharmonie、ハニースパイス、Bashful Pony、福永幸海、フラップガールズスクール、平成琴姫、WHY＠DOLL、ホームランなみち、まなみのりさ、魔法女子☆セイレーン、re-2 |                                     |
| 2015                 | 1月4日               | 『お年玉スーパーライブ 新春フェスティボー！VOL.2』                                                                    | 原宿アストロホール              | Loveme Kissme、Survive-ZERO、choice?、FG学園塁球部、 Rizumu、impression、Whoop!e whoop!e、DiNity、目黒川女学館、ソレイユ、Ring-Trip、Still@Secret、ETY、小日向由依 |                                     |
| 2015                 | 1月8日               | 『IDOL WINTER GROOVE 2015』                                                                                           | DUO MUSIC EXCAHNGE              | FES☆TIVE、ラブアンドロイド、Whoop!e whoop!e、buttёrfly.ねっと、Notall、わがままジュリエット、センチメンタルウインク、カタモミ女子、loop、ベースボールガールズ、赤城はるか、ENA-EarlyNextAgitator-、AMiE、Qam、永月ほなみ、柊木りお、まどもあ54世、フリフリ、fine、Ready to kiss、全力Girl☆なななな、気まぐれパンデミック、クラージュA’s、RIDE |                                     |
| 2015                 | 1月9日               | 『IDOL LIVE VIEWER from お〜でぃえんすV』                                                                             | Birth shinjuku                  | Splash!、mind circus、他 |                                     |
| 2015                 | 1月11日              | 『ゆるめるモ！ちーぼう聖誕祭』 〜羅魅破主 羅魅破主 流流流流流〜                                                       | 下北沢GARDEN                    | ゆるめるモ！、GALETTe*、吉田凜音、NECRONOMIDOL、drop |                                     |
| 2015                 | 1月11日              | 『AKIBA IDOL FESTIVAL vol.4』                                                                                         | AKIBAドラッグ&カフェ            | |                                     |
| 2015                 | 1月14日              | 『AMiE 夏木るる＆八戸美月W生誕祭』                                                                                    | Birth shinjuku                  | AMiE、君と僕、ときどきメランコリック、Splash!、mind circus、他 |                                     |
| 2015                 | 1月17日              | 『メチャハイのハチャメチャ熱血闘魂塾#1/2部』                                                                          | 代アニライブステーション        | 青山☆聖ハチャメチャハイスクール、放課後プリンセス、平成琴姫、ラブアンドロイド |                                     |
| 2015                 | 1月18日              | 『Takashimadaira idol festival vol.4 (二部)』                                                                         | 華飾市場スタジオ                | 水森由菜withつるぴかり、永月ほなみ、実穂華、impression、わがままジュリエット、桐沢エマ、Not K、石愛羽、De☆fu、Melody＃Days |                                     |
| 2015                 | 1月25日              | 『アイドル甲子園 in 新宿RUIDO.K4』 supported by 生メール                                                              | 新宿RUIDO K4                    | イチサキミキ、上月せれな、ツイン♪ツイン、Devil ANTHEM.、Notall、プリティグッド、まなみのりさ |                                     |
| 2015                 | 1月26日              | 『悪のちゅボミ vol.1』 碧海 涙雨*と瑳里ダブル聖誕際！                                                                 | 幡ヶ谷CLUB HEAVY SICK           | ZOMBIE LOLITA、峰尾こずえ、夢幻レジーナ、NECRONOMIDOL |                                     |
| 2015                 | 1月28日              | 『新春！ TRASH-UP!!まつり』                                                                                           | 渋谷WWW                         | 3776、ステーション♪、choice?、BELLRING少女ハート、星野みちる、少女閣下のインターナショナル |                                     |
| 2015                 | 1月30日              | 『夏の魔物 〜DPGハウスショー10〜』                                                                                    | 新宿MARZ                        | BELLRING少女ハート、じゅじゅ、DPG+塚本舞、ブラックDPG、アントーニオ本多 |                                     |
| 2015                 | 2月4日               | 『FOUR OF A KIND』 | 新宿MARZ                        | Qam、ケドナニカ？、佐原百音、最終未来兵器mofu、イエロー☆キャンドル、絵恋、他 |                                     |
| 2015                 | 2月7日               | 『ウタ無銭 』 | 代アニライブステーション        | PureWings、ユメの缶詰、みるく牛乳8%、藤崎幸子、そらいろのきりん、全力Girl☆なななな、ドリームステーションチームroad、loop、ドリームステーションチームwater、富沢恵莉、鬼塚真紀、星野あいな、LONDON BLUE、イニーミニーマニーモー、Jewel*mariee、他 |                                     |
| 2015                 | 2月8日               | 『君と僕、ときどきメランコリック みさき生誕イベント』                                                                 | Birth shinjuku                  | 君と僕、ときどきメランコリック、NEXT少女事件、BUNNY KISS、偶想Drop、2&、星名ふみみ、他 |                                     |
| 2015                 | 2月8日               | 『AKIBA IDOL FESTIVAL vol.5』                                                                                         | PLUM LIVE STAGE                 | 最終未来兵器mofu、センチメンタルウインク |                                     |
| 2015                 | 2月11日              | 『IDOL SUMMIT Vol.156』                                                                                               | 新宿ReNY                        | リンクス、＋tic color、アイリス、あいりす、あかぎ団-AKAGIDAN-、amiina、AMiE、amorecarina、イチサキミキ、WenDee、群馬CLEAR'S、シブヤDOMINION、ステーション♪、東京CLEAR'S、N★RNiR、notall、Hauptharmonie、プリティグッド、WHY＠DOLL、re-2、ハニーゴーラン、Fine Color、ヤンチャン学園音楽部、ひまわり女子、他 |                                     |
| 2015                 | 2月11日              | 『Idol is aLIVE』 | 下北沢GARDEN                    | asfi、純情！トロピカル丸、PICK UP GIRLS、ALLOVER、永月ほなみ、メグリアイ、ナト☆カン、COCORO ODORU、実穂華、みゅ〜ふぁい!!、他 |                                     |
| 2015                 | 2月11日              | 【第22回アイドル緊急招集】                                                                                            | 新宿MARZ                        | 東京ロケッツ、NECRONOMIDOL、少女閣下のインターナショナル |                                     |
| 2015                 | 2月13日              | 『NEXT少女事件 1st ANNIVERSARY LIVE』                                                                                 | KINGSX TOKYO                    | NEXT少女事件、合法幼女症候群、偶想Drop、月と太陽、他 |                                     |
| 2015                 | 2月15日              | 『はむふぇす！vol.3』 -りなはむ五千枚ミッション達成記念はむふぇす！-                                                  | GARRET udagawa                  | 苺りなはむ、Hauptharmonie、センチメンタルウインク、上月せれな、Qam、マボロシ可憐GeNe、C-style、NECRONOMIDOL、熊田佳奈絵、青春ボイコット、他 |                                     |
| 2015                 | 2月20日              | 『夏の魔物 〜DPGハウスショー11〜』                                                                                    | 新宿MARZ                        | ぱいぱいでか美、最終未来兵器mofu、DPG、ブラックDPG、他 |                                     |
| 2015                 | 2月22日              | ハウプトハルモニー主催企画 『Kindergarten 2曲で勝負』                                                                 | グランデ渋谷                    | Hauptharmonie、ジュネス☆プリンセス、notall、おやすみホログラム |                                     |
| 2015                 | 2月22日              | ハウプトハルモニー主催公演 『Kindergarten-小川花生誕祭-』                                                             | グランデ渋谷                    | Hauptharmonie、ジュネス☆プリンセス、notall、せのしすたぁ |                                     |
| 2015                 | 2月23日              | 『Our Shining Idol 〜今君に会いたい〜』                                                                               | 新宿Loft                        | 絵恋、校庭カメラガール、MIKA☆RIKA、NECRONOMIDOL |                                     |
| 2015                 | 2月28日              | 『Girls Music Station vol.3』                                                                                         | TwinBox AKIHABARA               | COCORO ODORU、危ない女の子シスターズ、Cherry Cinderella、青春ボイコット、クラージュA's、Sweet☆Honey、RynRyn☆ミどろっぷ、少女第九楽章 〜ガールズアンセム〜、加藤育美、Feam、みゅ〜ふぁい!!、Jewel*mariee |                                     |
| 2015                 | 3月1日               | | 新宿MARZ                        | ライムベリー、TAKENOKO、リナチックステイト、校庭カメラガール、sora tob sakana、ガールズフォーエバー、NECRONOMIDOL |                                     |
| 2015                 | 3月5日               | 『COSMICBOX vol.1』                                                                                                   | Shibuya eggman                  | おやすみホログラム、Qam、センチメンタルウインク、Hauptharmonie、ラブアンドロイド、校庭カメラガール |                                     |
| 2015                 | 3月7日               | 雑誌TRASH-UP!!＋ダンボール・バット企画 【ニューウェイヴ天下御免vol.10】                                               | Last Waltz                      | ダンボール・バット、ネオンロックス、エマ＋すーこー＋イチロウ |                                     |
| 2015                 | 3月8日               | 『アイドル甲子園 in SHIBUYA supported by 生メール』                                                                   | 渋谷ドクタージーガンズ          | 天川宇宙、イチサキミキ、Whoop!e whoop!e、Girls Forever.、KIRA☆PEACE、クレイジーベアー、偶想Drop、上月せれな、KOTO、サンミニッツ、スマイル学園、TAKENOKO、2&、ツイン♪ツイン、Devil ANTHEM.、東京CLEAR'S、にじいろ学園、二丁ハロ、NEXT少女事件、NOA-SHOW、Hauptharmonie、PassCode、PASTEL CALLA、PPP!PiXiON、PiiiiiiiN、ブラックDPG、プリティ?グッド、ミレニアムガールズ、リナチックステイト、re-2、他 |                                     |
| 2015                 | 3月8日               | 『アキバアイドルフェスティバル vol.6』                                                                                | AKIBAドラッグ&カフェ            | きゅい〜ん'ズ、P+C WEST、最終未来兵器mofu、KissBee、8princess、メグリアイ、渡良瀬橋43、Honey Squash、熊田佳奈絵、clip clip、Jewel*mariee、少女第九楽章、乙女☆シスターズ、Twinkle☆Stars |                                     |
| 2015                 | 3月15日              | 「アイドル甲子園 in 新宿ReNY」supported by 生メール                                                                   | 新宿ReNY                        | あかぎ団-AKAGIDAN-、危ない女の子シスターズ、天川宇宙、ANNA☆S、SDおまつりハッピー'S、Girls Forever.、君と僕、ときどきメランコリック、CANDY GO!GO!、KIRA☆PEACE、クレイジーベアー、上月せれな、KOTO、シブヤDOMINION、SiAM&POPTUNe、じゅじゅ、ジュネス☆プリンセス、鈴原優美、スマイル学園、滝口成美、TAKENOKO、TAKENOYAMA24、DaisukI、ツイン♪ツイン、Devil ANTHEM.、並木橋ハイスクール、NEXT少女事件、N★RNiR、ハニースパイス、PassCode、ぱわーすぽっと、フラップガールズスクール、プリティ?グッド、ベースボールガールズ、まなみのりさ、横浜CLEAR'S、リナチックステイト、re-2、ロリィタドール |                                     |
| 2015                 | 3月15日              | 【アイドル緊急招集Vol.27】                                                                                            | 新宿MARZ                        | Ritsuka★、MoE、逢沢ありあ、ライムベリー |                                     |
| 2015                 | 3月17日              | 『TRASH UP NOW!!』 | 神楽坂TRASH-UP!! (EXPLOSION)    | MC：高森紫乃(STARMARIE) / シマダマユミ(TRASH-UP!!) |                                     |
| 2015                 | 3月21日              | 吉田豪×南波一海 アイドル伝説vol.5 〜『聞き出す力』『JAPAN IDOL FILE 2』勝手に発売記念〜                               | americamura FANJ twice          | 3776 Extended、にょロボてぃくす、PiGU、Maison book girl、おやすみホログラム |                                     |
| 2015                 | 3月23日              | 『Our Shining Idol〜今君に会いたい〜』                                                                                | 新宿Loft                        | 夢幻レジーナ、絵恋ちゃん、NECRONOMIDOL、リアル3区、少女閣下のインターナショナル | 南実あんず卒業公演                  |
| 2015                 | 3月28日              | 『神楽坂TRASH-UP!! こけら落としイベント 1部』                                                                         | 神楽坂TRASH-UP!!                | amiina、ANNA☆S、少女閣下のインターナショナル |                                     |
| 2015                 | 3月28日              | 『神楽坂TRASH-UP!! こけら落としイベント 2部』                                                                         | 神楽坂TRASH-UP!!                | NECRONOMIDOL、With Love、じゅじゅ |                                     |
| 2015                 | 3月29日              | 『Live&Sweets#01』 | 新宿MARZ                        | みるく牛乳8％、NECRONOMIDOL、FRUITPOCHETTE、Whoop!e whoop!e、神宿、デスラビッツ |                                     |
| 2015                 | 4月3日               | 『腹痛が痛い』 | 代官山UNIT                      | BELLRING少女ハート、NATURE DANGER GANG、フジロッ久、Have a Nice Day! |                                     |
| 2015                 | 4月5日               | 『女の子は余裕！ vol.1 昼の部』                                                                                       | 神楽坂TRASH-UP!!                | モーモーリストランテ、マボロシ可憐GeNE、魔法少女☆りりぼむ、3776 |                                     |
| 2015                 | 4月5日               | 『女の子は余裕！ vol.1 夜の部』                                                                                       | 神楽坂TRASH-UP!!                | 少女閣下のインターナショナル、NAGOYANG少女ハート、3776、変人変態女子、神さま |                                     |
| 2015                 | 4月11日              | 『苺りなはむ生誕1st.ワンマンライブ』                                                                                  | 新宿MARZ                        | 苺りなはむ、ようなぴ（ゆるめるモ！）、上月せれな |                                     |
| 2015                 | 4月11日              | 『ちやほやされたい』                                                                                                  | hisomine                        | amiina、PARTY ARISE、少女閣下のインターナショナル |                                     |
| 2015                 | 4月14日              | 『LIVEプラス＠渋谷CLUB QUATTRO』 supported by きみだけLIVE                                                            | 渋谷Club Quattro                | 天川宇宙、上野優華、君と僕、ときどきメランコリック、偶想Drop、上月せれな、サンミニッツ、つばさFly、ハニースパイス、ベースボールガールズ、むすびズム、loop |                                     |
| 2015                 | 4月16日              | あんナイト〜そして伝説へ〜                                                                                            | 新宿Loft                        | BELLRING少女ハート、ライムベリー、おやすみホログラム、Maison book girl、じゅじゅ、NECRONOMIDOL、水野しず |                                     |
| 2015                 | 4月19日              | 『横浜アイドルフェスティバル』                                                                                        | bayside-yokohma                 | さっちゃん、小熊あやめ、チャメっ娘☆WITCHES、Ready to kiss、FES☆TIVE、8princess、C-style、Kiss Bee、Babee、ユイガドクソン、Ponica Road、川崎純情小町☆、サザン☆クロス、Clip!Clip!、Hnoey Squash、キャンディーZOO、ベースボールガールズ、虹色幻想曲〜プリズムファンタジア、Sweet☆PAstel、PIP、平成琴姫、仙台☆ORI姫隊、最終未来兵器mofu、水戸ご当地アイドル、はちきんガールズ、N☆RNiR、メグリアイ、強がりセンセーション、Kin Gin Pearls、まどもあ54世 |                                     |
| 2015                 | 4月29日              | 『女の子は余裕！ vol.3』                                                                                              | 神楽坂TRASH-UP!!                | あいまいもこ、まがりかど、田島ハルコ |                                     |
| 2015                 | 5月2日               | 少女閣下のインターナショナル主催公演 『怪獣らんど その1』                                                             | 阿佐ヶ谷ロフトA                 | Hauptharmonie、NECRONOMIDOLE、生ハムと焼うどん、amiina、里咲りさ、少女閣下のインターナショナル |                                     |
| 2015                 | 5月3日               | こてんぱん ―ハート串刺し ランチビュッフェ―                                                                            | Marble                          | サトウトモミ、POLTA、つるうちはな |                                     |
| 2015                 | 5月4日               | 『夏の魔物プレイベント〜3WAYダンス〜』                                                                                | 新宿レッドノーズ                | ガトームーブ、夏の魔物、ブラックDPG |                                     |
| 2015                 | 5月6日               | 『ASB extra!! DAY2』                                                                                                  | VUENOS                          | ライムベリー、WHY@DOLL、みきちゅ、おやすみホログラム、校庭カメラガール、MIKA☆RIKA |                                     |
| 2015                 | 5月17日              | 『メランコリック道玄坂』                                                                                              | 渋谷O-NEST                      | BELLRING少女ハート、絵恋ちゃん |                                     |
| 2015                 | 5月18日              | ドラびでお×DJ MEMAI presents!!! 『BlueMonday』                                                                        | 秋葉原CLUB GOODMAN              | ドラびでおvsDJ MEMAI、セーラーかんな子(§✝§、ぇゎモゐ)、康勝栄 x 川口貴大 x 大城真 x ucnv |                                     |
| 2015                 | 5月20日              | SEX VIRGIN KILLER＆下北沢SHELTER presents 『VISU × DOL × SHOCK!!』                                                    | 下北沢SHELTER                   | SEX VIRGIN KILLER、ベッド・イン、FOXPILL CULT、おやすみホログラム、プティパ -petit pas!-、NECRONOMIDOL、センチメンタルウインク |                                     |
| 2015                 | 5月22日              | おやすみホログラムpresents 『深夜note』                                                                               | 新宿Loft                        | おやすみホログラム（アコースティックセット）、ようなぴミニマム音楽団、Maison book girl(アコースティックセット) | 小日向夏季＆東雲好×佐々木二郎で出演 |
| 2015                 | 5月24日              | 『HEAVYPOP へびぽ vol.21』                                                                                            | 青山FAME                        | |                                     |
| 2015                 | 5月30日              | sora tob sakana主催ライブVol.6 〜天空の水平線〜                                                                       | 渋谷O-NEST                      | sora tob sakana、君と僕、ときどきメランコリック、Chelip、photograph |                                     |
| 2015                 | 6月3日               | 『COSMICBOX vol.5』                                                                                                   | shibuya eggman                  | あっこゴリラ、カルロスまーちゃん、じゅじゅ、まがりかど、ようなぴミニマム音楽団、[DJ]姫乃たま |                                     |
| 2015                 | 6月6日               | 『Maximum Music Values Vol.2』                                                                                        | 新宿Loft                        | ゆるめるモ！×JOJO広重、ライムベリー、Silver Chocolate、リアル3区、toddle、ぽわん |                                     |
| 2015                 | 6月12日              | 『中野ロープウェイ開店6周年記念ライヴ』                                                                               | 新宿Loft                        | MAISON BOOK GIRL、みきちゅ、じゅじゅ、ステーション♪、3776、キャンディZOO、校庭カメラガール、少女閣下のインターナショナル、おやすみホログラム、絵恋 |                                     |
| 2015                 | 6月17日              | 渋谷HMVトークイベント 『ラーメン×アイドル』                                                                           | 渋谷HMV                         | 望月かなみ（おやすみホログラム）、佐藤瑞紗（QAM） | あヴぁんだんどのミニライブ有        |
| 2015                 | 6月21日              | 下北沢シェルター 『下北沢シアターSP vol.2』                                                                           | 下北沢SHELTER                   | チャメっ娘☆WITCHES、8princess、xoxo(Kiss&Hug)、サミツミサ、星名ふみみ |                                     |
| 2015                 | 6月24日              | 『asb extra!!』 | 渋谷VUENOS                      | おやすみホログラム |                                     |
| 2015                 | 6月26日              | おやすみホログラム presents『深夜note』                                                                               | 新宿loft                        | おやすみホログラム、maison book girl、アコースティックエリボン | 小日向夏季、東雲好のみの出演        |
| 2015                 | 7月1日               | 新宿ロフト presents『JAPAN IDOL FILE NIGNT vol.1』                                                                    | 新宿loft                        | おやすみホログラム、三好爽、月乃あかり、Hauptharmonie、PLC、魔女っ子見習生RELISH |                                     |
| 2015                 | 7月3日               | 『夏の魔物プレイベント〜試練シリーズ最終章〜』                                                                        | 新宿レッドノーズ                | 向井秀徳アコースティック＆エレクトリック、木下理樹(ART-SCHOOL)、寺嶋由芙、夏の魔物＋塚本舞、ブラックDPG、アントーニオ本多 |                                     |
| 2015                 | 7月5日               | 『星なゆた生誕 〜星誕祭〜』                                                                                           | 新宿アイソトープラウンジ        | Quametal、少女閣下のインターナショナル、coccham、NECRONOMIDOL、TORIENA、Hauptharmonie | 星なゆたの初ソロライブ開催          |
| 2015                 | 7月7日               | 『七夕だよ！TRASH-UP!!まつり』                                                                                        | 渋谷WWW                         | KOTO、里咲りさ、サミツミサ、少女閣下のインターナショナル、NECRONOMIDOL、Hauptharmonie、夢幻レジーナ、ゆるめるモ！、ライムベリー、さっちゃん |                                     |
| 2015                 | 7月11日              | 『小日向夏季生誕祭』                                                                                                  | 神楽坂TRASH-UP!!                | 小日向夏季、おやすみホログラム、天川宇宙、ゆっきゅん |                                     |
| 2015                 | 7月11日              | 『あヴぁんだんど1周年記念祭』                                                                                         | 神楽坂TRASH-UP!!                | あいまいもこ、篠原ゆり、水野しず、田島ハルコ、なの小夕子、にゃにゃんがプー |                                     |
| 2015                 | 7月16日              | 『放課後ポップコーンvol.1』                                                                                           | 神楽坂TRASH-UP!!                | 瑳里(NECRONOMIDOL)、福円もち(少女閣下のインターナショナル) | 宇佐蔵べにソロ出演                  |
| 2015                 | 7月16日              | 『神楽坂ないとくるーじんぐvol.1』                                                                                     | 神楽坂TRASH-UP!!                | 柿崎李咲(NECRONOMIDOL)、里咲りさ(少女閣下のインターナショナル) | 小日向夏季ソロ出演                  |
| 2015                 | 7月18日              | 『よねホロ〜原宿ロックンロール大作戦』                                                                                | 原宿Ucess the lounge            | おやすみホログラム、米原康正、ビリー北村、ふかしぎくん | ふかしぎくん（星なゆた）DJ出演      |
| 2015                 | 7月18日              | 『MATMOS & JEFF CARRY JAPAN TOUR 2015』                                                                               | 西麻布 SuperDeluxe              | Matomos、Jeff Carey+JOJO広重+ドラびでお、Pain jerk、テンテンコ+夏の大△+ucnv、sofheso、Fragmentoxlelo、T.Mikawa+Carre、Maison book girl、Yousuke Fuyama+JUNKO+康勝栄+中村としまる、evala+伊東篤宏 |                                     |
| 2015                 | 7月20日              | 『『LIVEプラス@club asia〜海の日SP！』』                                                                              | 渋谷club asia                   | 上野優華、ウルトラガール、KIRA☆PEACE、上月せれな、最終未来兵器mofu、センチメンタルウインク、全力Girl☆なななな、Chubbiness、Devil ANTHEM.、ドリームステーション研修生、ドリームステーションチームwater、PPP!PiXiON、PLC、POP、福永幸海、平成琴姫、ベースボールガールズ、Maria、ミレニアムガールズ、矢島舞依、リーガル・アントワネット、loop、re-2 |                                     |
| 2015                 | 7月23日              | 『H＠MPA! vol.2』 | 秋葉原モエファーレ              | 苺りなはむ、天川宇宙、生ハムと焼うどん、篠原ゆり、にかもきゅ、しゅしゅどーる、リトルービースティー、MUZE!!、江口いちご、魔法少女☆りりぽむ、最終未来兵器mofu、Qam |                                     |
| 2015                 | 7月24日              | 『センチメンタルウインク定期公演』                                                                                    | 渋谷 TOKYO354CLUB               | センチメンタルウインク、柚希未結、小日向夏季 | 小日向夏季ソロ出演                  |
| 2015                 | 7月26日              | 『P音波分析室 Presents 音波ガール第二弾CD発売記念リリースパーティ"地球の想い出" supported by 甘噛みモーニングコール』 | 新宿ロフトBarスペース           | |                                     |
| 2015                 | 7月26日              | 『楽曲派アイドル推進委員会』                                                                                          | 新大久保K-Stage O!              | 3776、amiina、CheriCherie、Qam、FES☆TIVE、ラブアンドロイド、meltia、他 |                                     |
| 2015                 | 7月29日              | 『幸』 | 渋谷 TOKYO354CLUB               | DJ5点、あつき、みさぺろ、宇佐蔵べに、星なゆた | 宇佐蔵べに、星なゆたソロ出演        |
| 2015                 | 8月1日               | 『U.T.I.F2015 #1』 | 新宿MARZ                        | ジュネス☆プリンセス、偶像ドロップ、RYUKYU IDOL、photograph、リナチックステイト、Maison book girl、3776 |                                     |
| 2015                 | 8月1日               | 『U.T.I.F2015#2』 | 新宿MARZ                        | RYUKYU IDOL、ジュネス☆プリンセス、photograph、soratobsakana、8princess、おやすみホログラム、Maison book girl |                                     |
| 2015                 | 8月5日               | 『少女閣下のダイナマイトどんどん 第一夜 スター一番星篇』                                                              | 神楽坂TRASH-UP!!                | 少女閣下のインターナショナル、3776、北斗夢学院桜組、小日向夏季、他 | 小日向夏季ソロ出演                  |
| 2015                 | 8月8日               | 『韻果MATSURI Vol.3』                                                                                                 | 渋谷VUENOS                      | おやすみホログラム、2&、KOTO、生ハムと焼うどん、せななん、8mm、ライムベリー |                                     |
| 2015                 | 8月8日               | 『韻果MATSURI Vol.4』                                                                                                 | 渋谷VUENOS                      | Stereo Tokyo、ライムベリー、偶想drop、生ハムと焼うどん、あっこゴリラ、ハハノシキュウ、流星群少女 |                                     |
| 2015                 | 8月9日               | 『アイドル甲子園FESTIVAL2015 supported by 生メール』                                                                  | 新木場Studio Coast              | |                                     |
| 2015                 | 8月14日              | 『放課後ポップコーンvol.2』                                                                                           | 神楽坂TRASH-UP!!                | 黒石衿花（少女閣下のインターナショナル）、宇佐蔵べに（あヴぁんだんど）、瑳里（NECRONOMIDOL） | 宇佐蔵べにソロ出演                  |
| 2015                 | 8月14日              | 『神楽坂ないとくるーじんぐ vol.2』                                                                                    | 神楽坂TRASH-UP!!                | 里咲りさ（少女閣下のインターナショナル）、東雲好（あヴぁんだんど）、九十九ほたる（NECRONOMIDOL） | 東雲好ソロ出演                      |
| 2015                 | 8月15日              | 『LOVE RAVE IDOL 〜short ver.〜』                                                                                     | 下北沢SHELTER                   | Stereo Tokyo、校庭カメラガール、あヴぁんだんど |                                     |
| 2015                 | 8月16日              | 『課外授業vol.2』 | 渋谷Glad/VUENOS ※店舗連動型公演 | |                                     |
| 2015                 | 8月21日              | 『放課後ポップコーンvol.3』                                                                                           | 神楽坂TRASH-UP!!                | 羊戸ひなの（少女閣下のインターナショナル）、星なゆた（あヴぁんだんど）、久坂華恋（NECRONOMIDOL | 星なゆたソロ出演                    |
| 2015                 | 8月21日              | 『神楽坂ないとくるーじんぐ vol.3』                                                                                    | 神楽坂TRASH-UP!!                | 二文字杏（少女閣下のインターナショナル）、小日向夏季（あヴぁんだんど）、柿崎李咲（NECRONOMIDOL） | 小日向夏季ソロ出演                  |
| 2015                 | 8月24日              | 『フェスボルタ アジア』                                                                                               | 渋谷clubasia                    | |                                     |
| 2015                 | 8月27日              | 『おやすみホログラム presents シモキタplan』                                                                          | 下北沢THREE                     | おやすみホログラム、少女閣下のインターナショナル、EMI（にしのえみとおかもとえみ）、他 |                                     |
| 2015                 | 8月29日              | 『よねホロ 〜原宿ロックンロール大作戦〜』                                                                             | 原宿UC                          | おやすみホログラム、米原康正、ビリー北村、ふかしぎくん（星なゆた from あゔぁんだんど）、CHACCA（from nature danger gang） | ふかしぎくん（星なゆた）ソロ出演    |
| 2015                 | 8月30日              | 『ANGELS LOCK ON vol.16』                                                                                             |                                 | |                                     |
| 2015                 | 8月31日              | 『新宿ロフト presents JAPAN IDOL FILE NIGHT vol.4』                                                                   | 新宿LOFT                        | キャンディzoo、GALLDOLL、KIT CAT、Si☆Stella、7☆マーメイド、夢幻レジーナ、 La・花ノたみ |                                     |
| 2015                 | 9月6日               | 『サワソニvol.13』 | 渋谷ラウンジネオ                | StereoTokyo、水野しず、KOTO、maison book girl、せのしすたぁ、エレクトリックリボン、POP、ハウプトハルモニー、SAWA |                                     |
| 2015                 | 9月12日              | 『AOMORI ROCK FESTIVAL’15〜夏の魔物〜』                                                                               | 夜越山スキー場                  | |                                     |
| 2015                 | 9月18日              | 『BUS JACK PARTY in JAPAN』                                                                                           | 下北沢club251                   | ブスNY行きたい族、DJ春菊、アーメンヘラ、ナマコプリ、Stag Beat、呂布、Qam、DJぐるぐる、カラフルケント、栗原ゆう、みきちゅ |                                     |
| 2015                 | 9月21日              | 『Block Rockin’ Beats』                                                                                               | ageha                           | | ふかしぎくん（星なゆた）ソロ出演    |
| 2015                 | 9月22日              | 『黒いX人の女』 | 阿佐ヶ谷loftA                   | 少女閣下のインターナショナル、絵恋、里咲りさ、小日向夏季、皮茶バーヤ | 小日向夏季ソロ出演                  |
| 2015                 | 9月23日              | 『LIVEプラス＠赤坂BLITZ supported by きみだけLIVE』                                                                   | 赤坂BLITZ                       | アイドル諜報機関LEVEL7、あかぎ団-AKAGIDAN-、異国のファルマチスタ、上野優華、大宮I DOLL、GIRLS4EVER、Kiss Bee、GracoRex、上月せれな、KOTO、最終未来兵器mofu、シブヤDOMINION、じゅじゅ、G☆Girls、Stand-Up! Hearts、TAKENOYAMA24、WA-Side、Chubbiness、東京CLEAR'S、原宿物語、PPP!PiXiON、FYT、福永幸海、ぷちぱすぽ☆、プリティグッド！、ベースボールガールズ、Malcolm Mask McLaren、ヤンチャン学園音楽部、loop、re-2 |                                     |
| 2015                 | 9月27日              | 『秩父4D 2015』 | 秩父 番場町商店街               | |                                     |
| 2015                 | 10月5日              | 『TRASH-UP!! RECORDS「文鳥」「乙女みたいな季節」発売記念イベント』                                                    | 神楽坂TRASH-UP!!                | 千影みみ、少女閣下のインターナショナル |                                     |
| 2015                 | 10月7日              | 『COSMICBOX vol.12』                                                                                                  | 渋谷eggman                      | Qam、センチメンタルウインク、ディア☆、POP、プティパ -petit pas!-、Maison book girl、とみにか共和国、DJふかしぎくん | ふかしぎくん（星なゆた）ソロ出演    |
| 2015                 | 10月9日              | 『POLTA 1stアルバム「SAD COMMUNICATION」レコ発ライブ』                                                                | 渋谷O-nest                      | POLTA、スカート、つるうちはな |                                     |
| 2015                 | 10月14日             | 『サワソニVol.14』 | 渋谷Glad                        | SAWA、POCHI、ミズタマリ、水野しず、吉田凜音、Caramel、、藤岡みなみ＆ザ・モローンズ、DJふかしぎくん、他 | ふかしぎくん（星なゆた）ソロ出演    |
| 2015                 | 10月23日             | 『シブカルLAB＠パルコミュージアム あヴぁんだんどミニライヴ』                                                          | パルコミュージアム              | |                                     |
| 2015                 | 11月2日              | 『ギュウ農フェスx中野流アイドルフェスティバル2015』                                                                   | 中野サンプラザ前特設ステージ    | |                                     |
| 2015                 | 11月14日             | 『エボレボ不定期公演vol.1』                                                                                           | dues新宿                        | 絵恋、Evolution Revolution |                                     |
| 2015                 | 11月16日             | 『ねねてゃむ生誕祭、センチメだいたい1周年』                                                                           | 東京354Club                     | センチメンタルウインク、デカルト的二元論、里咲りさ、2& | 小日向夏季（デカルト的二元論）出演  |
| 2015                 | 11月17日             | 『ekoms presents Two Series vol.4』                                                                                   | 新宿motion                      | Maison book girl |                                     |
| 2015                 | 11月19日             | 『イってるひとたち』                                                                                                  | 阿佐ヶ谷NextSunday              | 日比谷カタン、ホルモン鉄道 |                                     |
| 2015                 | 11月22日             | 『SO WHAT Vol.9 #SHIBUWAR』                                                                                           | 渋谷ラウンジネオ                | SPARK!!SOUND!!SHOW!! 、おやすみホログラム、 CICADA、LADY’S ONLY、2BOY(J-ROCK SET) 、DJせりかまちょ、K BoW、DJメンタルヘルスケア、D!SK、coccham(TOKYO BOOTLEG) 、DJぐるぐる。 、Waku、ogura、ニノミヤユウ、 Sunoko、きゅあメタル、ぜら(IDOLmeets)、Σoro、KINOKOPINK、JojI(STANDARD!/やおよろず)、 たきかな(ユニゾンナイト) 、輸血(RE:QUEST) 、ふかしぎくん、mika(midori-gumi) 、RIO、ヤスダサチコ(下北沢美術館) | ふかしぎくん（星なゆた）ソロ出演    |
| 2015                 | 11月24日             | 『なぴ八先生の中間試験』                                                                                              | パペラ新宿                      | ハイパーようなぴ（ゆるめるモ！） 、八月ちゃん（おやすみホログラム） | 宇佐蔵べにソロ出演                  |
| 2015                 | 11月26日             | 『女たち』 | 阿佐ヶ谷ロフトA                 | 星なゆた、真奈、田中えみりい、門米ゆうか、こそあど、工藤ちゃん、mami+、他 | 星なゆたソロ出演                    |
| 2015                 | 11月27日             | 『KIWI presents 新NEW AGE STEPPERS by IDOL OR DIE featuring EYESCREAM』                                               | 渋谷WWW                         | あヴぁんだんど、81moment、おやすみホログラム、BPM15Q、meltia |                                     |
| 2015                 | 11月29日             | 『自家発電vol.06』 | 四谷OUTBREAK                    | TxDxCxJxSKB（THE DIGITAL CITY JUNKIES with ザ・クレイジーSKB）、サイプレス上野とロベルト吉野、ライムベリー、MIKA☆RIKA、クウネル・ダ・サイクル、鴬谷デッドボールオールスターズ、のこぎりキング下田、DJ オッチ、他 | 非常階段×あヴぁんだんどとして出演   |
| 2015                 | 12月1日              | 『あヴぁんだんど&xoxo(Kiss&Hug) リリース・イベント』                                                                  | 神楽坂TRASH-UP!!                | xoxo(Kiss&Hug) |                                     |
| 2015                 | 12月2日              | 『ベースボールガールズ定期公演（仮）VOL.3』                                                                           | 秋葉原モエファーレ              | ベースボールガールズ、絵恋 |                                     |
| 2015                 | 12月5日              | 『あるところに東雲好という女の子がいました。』                                                                        | 渋谷Glad                        | Maison book girl、GOMESS feat. ふかしぎくん、水野しず、ハウプトハルモニー | 東雲好ソロ出演                      |
| 2015                 | 12月8日              | 『CAMERA!CAMERA!CAMERA!』                                                                                             | 新宿Loft                        | NATURE DANGER GANG、VMO |                                     |
| 2015                 | 12月12日             | 『うさべにおたんじょうびおめでとうの会〜17さい小学5年生〜』                                                           | 新宿MARZ                        | 宇佐蔵べに、石川浩司、夏の魔物、ブラックDPG、BELLRING少女ハート、おやすみホログラム | 宇佐蔵べにソロ出演                  |
| 2015                 | 12月20日             | 『里咲りさ×デカルト的二元論ツーマン』                                                                                 | 渋谷LOOP annex                  | 里咲りさ、デカルト的二元論 | 小日向夏季（デカルト的二元論）出演  |
| 2015                 | 12月22日             | 『こてんぱん年末SP』                                                                                                  | 新宿マーブル                    | つるうちはな、Hauptharmonie、ふかしぎくん、Chaki、突然少年 | ふかしぎくん（星なゆた）ソロ出演    |
| 2015                 | 12月23日             | 『メリー・クリスマス＆ハッピー・ニューイヤー ソングブック』発売記念イベント                                           | 神楽坂TRASH-UP!!                | ガーリニア、キッチンアイドルありす、テレジア、黒猫の憂鬱、あヴぁんだんど |                                     |
| 2015                 | 12月25日             | 『SCUM X'MAS PARTY!』                                                                                                 | 新宿Loft                        | おやすみホログラム、せのしすたぁ、オワリズム弁慶、他 |                                     |
| 2015                 | 12月27日             | 『killing time Vol.2』                                                                                                | 新宿Loft                        | BELLRING少女ハート |                                     |

| 公演リスト（2019年） | 公演リスト（2019年） | 公演リスト（2019年）                                                           | 公演リスト（2019年）           | 公演リスト（2019年） | 公演リスト（2019年）                                   |
| 年                   | 日程                 | タイトル                                                                       | 場所                           | 共演者 | 備考                                                   |
| -------------------- | -------------------- | ------------------------------------------------------------------------------ | ------------------------------ | --- | ------------------------------------------------------ |
| 2019                 | 1月19日              | 『サワソニ36新年会』                                                           | 渋谷Glad                       | |                                                        |
| 2019                 | 1月20日              | 『あヴぁんだんど 小鳥こたお卒業記念ライブ』                                    | 新宿club SCIENCE               | | 小鳥こたお卒業                                         |
| 2019                 | 1月31日              | 『～TAKENOKO▲のご挨拶よろしいでしょうかVol.5～』                               | 渋谷Glad                       | TAKENOKO▲、会心ノ一撃、さっきの女の子 | 犬飼はる プレお披露目                                  |
| 2019                 | 2月2日               | 『でらロック』                                                                 | 名古屋 Live Hall M.I.D         | | 犬飼はる お披露目                                      |
| 2019                 | 2月9日               | 『VROOM vol.3』                                                                | 小岩オルフェウス               | VROOM、cana÷biss、井出ちよの from3776、TAKENOKO▲、xoxo(Kiss&Hug)EXTREME |                                                        |
| 2019                 | 2月11日              | 『～TAKENOKO▲のご挨拶よろしいでしょうかVol.6～』                               | 渋谷LOUNGE NEO                 | EMOE、未完成リップスパークル、TAKENOKO▲ |                                                        |
| 2019                 | 2月16日              | 『みおりんごはもっと祝われたいっ！』                                           | 渋谷WOMB                       | じゅじゅ、りん(uijin)、raymay、HAMIDASYSTEM、TAKENOKO▲、会心ノ一撃 |                                                        |
| 2019                 | 2月18日              | 『タダのみぞ知る世界Vol.4』                                                    | 渋谷RUIDO K2                   | ASTROMATE、メガメガミ |                                                        |
| 2019                 | 2月20日              | 『Beat Happening!BEST POP PANIC!』                                             | 渋谷LUSH                       | nuance、NaNoMoRaL、町あかり&カシオ・ボーイ(佐藤優介) |                                                        |
| 2019                 | 2月24日              | ava Friend,Friend,Friend                                                       | 渋谷 O-crest                   | クマリデパート、・・・・・・・・・、963 | 真戸しずく・ゑりかちゃんべいびー お披露目              |
| 2019                 | 2月24日              | 『Beat Happening!渋谷的POP MUSIC MAX!』                                        | 渋谷LUSH                       | 寺嶋由芙、SAKA-SAMA、彼女のレシーブ、雷都少女、cana÷biss、町あかり&カシオ・ボーイ(佐藤優介)                                                                                       |                                                        |
| 2019                 | 2月26日              | 『小岩2.26事件』                                                               | 小岩オルフェウス               | 中華電子少女彩、マキノユキ、ポロメリア、夏芽すやり(sommeil sommeil) |                                                        |
| 2019                 | 2月27日              | 『べにママ・ゑりかママのスナックしろくま1日店長』                              | スナックしろくま               | | 宇佐蔵べに、ゑりかちゃんべいびー                       |
| 2019                 | 3月1日               | 『Beat Happening!未来POP MUSIC@渋谷!』                                         | 渋谷LUSH                       | イヴにゃんローラーコースター、韻ふめ!どーぷちゃん、川上きらら、始発待ちアンダーグラウンド、大石理乃(tasotokyoガールズ)                                                            |                                                        |
| 2019                 | 3月3日               | 『DDD』                                                                        | 赤坂BLITZ                      | |                                                        |
| 2019                 | 〃                   | 『ON THE LIVE vol.42』                                                         | 恵比寿CreaAto                  | 終わらないで、夜、969、天空アイランド-Teamクローバー、まじばんch、Malcolm Mask McLaren                                                                                            |                                                        |
| 2019                 | 3月8日               | 『アイドル・ヴィレッジ』                                                       | 渋谷DESEO                      | SAKA-SAMA、NECRONOMIDOL、ネムレス、みのりほのか、やまもとゆい、オペラトルペ、洗脳ミーム、めろん畑a go go                                                                          |                                                        |
| 2019                 | 3月10日              | 『MIXJAM Vol.4』                                                               | 西永福JAM                      | EMOE、オペラトルペ、電影と少年CQ、I to U $CReAMing!!、NaNoMoRaL |                                                        |
| 2019                 | 3月14日              | 『AKIHABARA NEW-FLOW』                                                         | 秋葉原COSMIC LAB               | VeryVeryRedBerry、メガメガミ、われらがプワプワプーワプワ、YOANI1年C組、まじばんch                                                                                                 |                                                        |
| 2019                 | 3月22日              | avandoned presents 『春一番に乗っかってお披露目 東名阪ツアー』                 | 渋谷Milky Way                  | ぱいぱいでか美、電影と少年CQ、NEMURIORCA、SAKA-SAMA | 出雲にっき・清水まな お披露目                          |
| 2019                 | 3月23日              | avandoned presents 『春一番に乗っかってお披露目 東名阪ツアー』                 | 西心斎橋CIRCUS                 | メルトミュージック(ex.ジョアンジョアン)、TAKENOKO▲ |                                                        |
| 2019                 | 3月24日              | avandoned presents 『春一番に乗っかってお披露目 東名阪ツアー』                 | 名古屋Dt BLD                   | TAKENOKO▲ |                                                        |
| 2019                 | 3月31日              | 『Beat Happening!渋谷POP MEETING!』                                            | 渋谷LUSH                       | くぴぽ、パンダみっく、減色シアター、Lion net girl、キャンディzoo、xoxo(Kiss&Hug)EXTREME                                                                                           |                                                        |
| 2019                 | 4月1日               | 『はじまりの日』                                                               | 渋谷REX                        | |                                                        |
| 2019                 | 4月4日               | 『NEPO⇌OPEN #15 春の2マン・ショー！』                                          | 吉祥寺NEPO                     | SAKA-SAMA |                                                        |
| 2019                 | 4月6日               | 『G.M.S.～Good Morning Sturday～』                                             | 下北沢ERA                      | 代代代、ハローニューランド、SHinto! |                                                        |
| 2019                 | 4月10日              | 『Beat Happening!未来POP MUSIC＠高円寺!』                                      | 高円寺HIGH                     | nuance、NaNoMoRaL、ようなぴ(ゆるめるモ！)、xoxo EXTREME |                                                        |
| 2019                 | 4月13日              | 『APOKARIPPPS PARTY』                                                          | 新宿LOFT                       | APOKALIPPPS、校庭カメラガールドライ |                                                        |
| 2019                 | 4月14日              | 『IDOL ALTERNATIVE』                                                           | 大阪 心斎橋サンホール          | |                                                        |
| 2019                 | 4月16日              | 『ぼくらのヴィーナス』                                                         | 渋谷La mama                    | LiKii Kaona、武井麻里子、TAKENOKO▲、彼女のサーブ&レシーブ、始発待ちアンダーグラウンド                                                                                             |                                                        |
| 2019                 | 4月18日              | 『ガールズチャンピョンVol.2』                                                  | 吉祥寺NEPO                     | |                                                        |
| 2019                 | 4月21日              | 『ギュウ農フェス春のSP2019プレイベントVol.4』                                  | 大塚Hearts Next                | |                                                        |
| 2019                 | 〃                   | 『横須賀アイドルカーニバル2019SPRING』                                         |                                | |                                                        |
| 2019                 | 4月22日              | 『idol intersection"spring has come"』                                         | 新代田FEVER                    | じゅじゅ、TAKENOKO▲、ポポロコネクト |                                                        |
| 2019                 | 4月25日              | 『ワンダランリボンvol.1』                                                      | 高円寺HIGH                     | ようなぴ(ゆるめるモ！)、NECRONOMIDOL、キミノマワリ、エレクトリックリボン |                                                        |
| 2019                 | 4月27日              | 『Beat Happening!渋谷的POPMUSIC MAX!』                                         | 渋谷LUSH                       | |                                                        |
| 2019                 | 5月1日               | 『アイドル・ヴィレッジvol.2』                                                  | 渋谷DESEO                      | cana÷biss、DJごいちー、みのりほのか、ネムレス、ノルウェージャンフォレストガール、武井麻里子                                                                                       |                                                        |
| 2019                 | 〃                   | 『感染フェス』                                                                 | 渋谷o-nest                     | |                                                        |
| 2019                 | 5月2日               | 『SAYHELLO-NEW ERA-』                                                          | 横浜 O-site                    | 加納エミリ、武井麻里子、ハローニューランド |                                                        |
| 2019                 | 5月4日               | 『まんだらけ大まん祭2019スペシャルイベント』                                   | 中野サンプラザ                 | 爆裂女子、SAKA-SAMA、NECRONOMIDOL |                                                        |
| 2019                 | 5月5日               | 『Beat Happening!渋谷IDLE BEST PANIC!第2部』                                   | 渋谷LUSH                       | 3776、nuance、くぴぽ、エレクトリックリボン、町あかり＆カシオ・ボーイ、xoxo EXTREME、電影と少年CQ                                                                                  |                                                        |
| 2019                 | 5月6日               | 『ギュウ農フェス春のSP2019』                                                   | 新木場スタジオコースト         | |                                                        |
| 2019                 | 5月12日              | 『NIGHT ON THE PLANET!-12th ANNIVERSARY-』                                     | 西永福JAM                      | 一瞬しかない、きみとぼくの革命、KOTO、ワタシムゲンダイ、洗脳ミーム、ノルウェージャンフォレストガール、ポポロコネクト、エレクトリックリボン、SAKA-SAMA、ヨネコ、963、ようなぴ、RAY |                                                        |
| 2019                 | 5月19日              | 『MUSIC QUEST』                                                                | 大阪 心斎橋サンホール          | APOKALIPPPS他 |                                                        |
| 2019                 | 5月25日              | 新宿サーキットフェス『夢より素敵な』                                           | 新宿マーブル                   | |                                                        |
| 2019                 | 〃                   | 『NIL BY MEI』                                                                 | 渋谷WOMB                       | NILKLY、グーグールル、平澤芽衣 |                                                        |
| 2019                 | 5月27日              | 『Beat Happening! 高円寺ストラット!』                                          | 高円寺HIGH                     | メリーメリーファンファーレ、NaNoMoRaL、nuance、絶対忘れるな |                                                        |
| 2019                 | 6月1日               | 『G.M.S Good Morning Saturday Vol.3』                                          | 渋谷DESEO                      | ありさ、くにくに、会心ノ一撃、NaNoMoRaL、TAKENOKO▲ |                                                        |
| 2019                 | 6月2日               | ザ・キャプテンズ主催『失神ライブサーキット』                                   | 下北沢MOSAiC                   | |                                                        |
| 2019                 | 〃                   | APOKALIparty vol.10                                                            | 西永福JAM                      | Phantom Excaliver,METALMILCO,Dorothy Little Happy,ReLIeF |                                                        |
| 2019                 | 6月5日               | 『S.A.D.』                                                                     | 吉祥寺NEPO                     | 電影と少年CQ、SAKA-SAMA |                                                        |
| 2019                 | 6月8日               | 『怪獣らんどその⑤～フルカラー怪獣大画報～』                                    | 西永福JAM                      | I to U $CReAMing!!、加納エミリ、デイジー、ティンカーベル初野、電影と少年CQ |                                                        |
| 2019                 | 6月9日               | 『mist FES 2019』                                                              | 名古屋（Zion、DAYTRIP）        | |                                                        |
| 2019                 | 6月15日              | 『ありさ19thおめぴよパーティー』                                               | 新宿SAMURAI                    | くにくに、さっきの女の子、きみとぼくの革命、シバノソウｍハローニューランド |                                                        |
| 2019                 | 〃                   | 『Add Some Music To Your Day vol.22』                                          | 青山月見ル君想フ               | The Pen Friend Club、RYUTist、小西康陽、aco&GALLA-O | CHILDISH TONES feat.宇佐蔵べに                         |
| 2019                 | 6月16日              | 『つるうちはな×新宿マーブルマンスリー企画 愛の反逆2019』                       | 新宿マーブル                   | つるうちはな、The Broken TV |                                                        |
| 2019                 | 6月17日              | 『PREDAEN vol.2』                                                              | 渋谷Milkyway                   | I to U $CReAMing!!、パピプペポは難しい、透明なカンケイ、3分30秒、ポポロコネクト、HAMIDASYSTEM、RAY                                                                                |                                                        |
| 2019                 | 6月23日              | 『明日はゑちゃんの誕生日だよ！前夜祭！みんな集合！』                           | 新宿Naked Loft                 | 西井万里那、先斗ぺろ | ゑりかちゃんべいびー、真戸しずく                       |
| 2019                 | 6月24日              | 『ゑりかちゃんべいびー初ソロ生誕祭！ ～WATASHI NO IBASYO LIVE～』              | 高円寺HIGH                     | APOKALIPPPS、しふぉん(ゆるめるも！)、milco、NILKLY |                                                        |
| 2019                 | 6月25日              | 『マーガレット』リリースイベント                                               | HMV record shop新宿ALTA        | |                                                        |
| 2019                 | 6月28日              | NECRONOMIDOL結成5周年記念4days『darkness,walk with me』                        | 渋谷CHELSEA HOTEL              | NECRONOMIDOL、カイ |                                                        |
| 2019                 | 7月6日               | 『NEW SINGLE"マーガレット"発売 & avandoned5周年記念パーティー』                | 渋谷DESEO                      | SKOOL GIRL BYE BYE、HAMIDASYSTEM、nuance、963 |                                                        |
| 2019                 | 7月7日               | 『マーガレット』リリースイベント                                               | HMV record shopコピス吉祥寺    | |                                                        |
| 2019                 | 7月10日              | 『Rocket Fes special vol.50』                                                  | 新宿LOFT                       | アクタリウム、鈴木花純、彼女のサーブ＆レシーブ、SW!CH、SUMMER ROCKET、O'CHAWANZ                                                                                                   |                                                        |
| 2019                 | 7月13日              | 『サワソニ39海の家その1』                                                      | 江の島 片瀬海岸西浜海水浴場    | |                                                        |
| 2019                 | 7月16日              | 『SHELTER presents."Girls POP"』                                               | 下北沢SHELTER                  | 池田朱里(PARADISCIEL)、キャンディzooナイトメア、なんちゃらアイドル | ゑりかちゃんべいびー、真戸しずく                       |
| 2019                 | 7月20日              | 『Beat Happening! 未来POP MUSIC＠高円寺!』                                     | 高円寺HIGH                     | Peach sugar story、てのひらえる、SUMMER ROCKET、D'yer Mak'er?、くぴぽ |                                                        |
| 2019                 | 7月21日              | 『バナフェス』                                                                 | 渋谷THEGAME                    | |                                                        |
| 2019                 | 7月21日              | 『マーガレット』リリースイベント                                               | HMV record shop新宿ALTA        | |                                                        |
| 2019                 | 7月23日              | 『緊急開催!!エクストロメ～GROWING PENTAGON～』                                 | 渋谷o-nest                     | SW!CH、RAY、クロスノエシス、グーグールル |                                                        |
| 2019                 | 7月28日              | 『HIGH-HO vol.7』                                                              | 下北沢SHELTER                  | MIC RAW RUGA(laboratory)、SKOOL GIRL BYE BYE、Kuroyagi |                                                        |
| 2019                 | 〃                   | 『AHAHA vol.3』                                                                | 渋谷LUSH                       | Nakanoまる |                                                        |
| 2019                 | 7月29日              | 『急きょ開催！avandonedのおたのしみ会』                                        | 吉祥寺NEPO                     | |                                                        |
| 2019                 | 7月31日              | 『合同企業説明会』                                                             | 新宿LOFT                       | 恋汐りんご、WIL-O'、メリーメリーファンファーレ、じゅじゅ、nuance、Leo-Winder、絵恋ちゃん                                                                                          |                                                        |
| 2019                 | 8月6日               | トークイベント『わたしと芸術』                                                 | mograg gallery                 | 寿々木ここね、カイ、朝倉みずほ | 清水まな、宇佐蔵べに                                   |
| 2019                 | 8月7日               | 『IDOL AND READ LIVE NEO vol.1』                                               | 目黒鹿鳴館                     | ヤなことそっとミュート、SAKA-SAMA、LAST IN MY CULT、棘-おどろ- |                                                        |
| 2019                 | 8月9日               | 『にっきちゃんとはるちゃんのまほうのでぃなー~special emotional time~』         | スナックしろくま               | | 犬飼はる、出雲にっき                                   |
| 2019                 | 8月11日              | 『＠JAM PARTY vol.41』                                                         | AKIBAカルチャーズ劇場          | アクアノート、DEAR KISS、Payrin's、LEIWAN |                                                        |
| 2019                 | 8月12日              | 『xoxo EXTREME 小嶋りん生誕ライブ』                                            | 小岩オルフェウス               | 始発待ちアンダーグラウンド、xoxo EXTREME、小嶋りん、代代代、NECROMIDOL |                                                        |
| 2019                 | 8月16日              | 『最高フェス Vol.8』                                                           | 渋谷Star lounge                | ダブルハピネス、塚本舞、万里彗、最高じぇねれーしょん |                                                        |
| 2019                 | 8月21日              | 『Beat Happening! 未来POP CARNIVAL!』                                          | 六本木VARIT                    | nuance、NaNoMoRaL、エレクトリックリボン |                                                        |
| 2019                 | 8月25日              | 『MAD SUNDAY!』                                                                | 渋谷o-nest                     | HAMIDASYSTEM、白羽、ヤなことそっとミュート |                                                        |
| 2019                 | 8月26日              | 『XiDEA新歓LIVE』                                                              | 渋谷eggman                     | ワンアポ、シンダーエラ、TAKENOKO▲、ノルウェージャンフォレストガール、じゅじゅ |                                                        |
| 2019                 | 8月27日              | 『さっきの女の子、はみんなで祝いたい～有明ゆの生誕歳～』                       | 新宿MARZ                       | さっきの女の子、NaNoMoRaL、ノルウェージャンフォレストガール |                                                        |
| 2019                 | 8月28日              | 『Surrounded by Organica Vol.10』                                              | 青山月見ル君想フ               | LiLii Kaona、ポポロコネクト、まちだガールズ・クワイア、NaNoMoRaL |                                                        |
| 2019                 | 8月31日              | 『まけんグミpresents3じのおやつはマカロンがよき よきフェス2019』               | 山野ホール                     | |                                                        |
| 2019                 | 9月1日               | 『SAKA-SAMA新体制始動記念、フリーライブ！！』                                  | 渋谷サイクロン                 | カイ、SAKA-SAMA |                                                        |
| 2019                 | 〃                   | レコードショップイベント                                                       | 下北沢GENERAL RECORD STORE     | ℃-want you! | DJ宇佐蔵べにソロ                                       |
| 2019                 | 9月2日               | 『ぼっちの味方～ラジオ好きアイドル大集合～』                                   | 新宿ネイキッドロフト           | 室井ゆう(エレクトリックリボン)、misaki(nuance)、古川すい(さっきの女の子、) | 宇佐蔵べに、清水まな                                   |
| 2019                 | 9月6日               | 『avandoned 清水まな&真戸しずく 合同生誕ライブ マナシズク・ズ・1stパーティー』 | 渋谷Glad                       | 電影と少年CQ |                                                        |
| 2019                 | 9月9日               | 『二週連続！うさべにPPの個人面談』その2                                        | 新宿ROCK CAFE LOFT             | | 宇佐蔵べに、犬飼はる、真戸しずく、ゑりかちゃんべいびー |
| 2019                 | 9月14日              | 『TAKENOKO▲のご挨拶よろしいでしょうか Vol.8』                                  | 渋谷DESEO                      | 狂い咲けセンターロード、ノルウェージャンフォレストガール、Origamillio(n)、KOTO、TAKENOKO▲                                                                                         |                                                        |
| 2019                 | 〃                   | 『Summer Fiction』                                                             | 渋谷Milkyway                   | メリーメリーファンファーレ、BYOB、エレクトリックリボン、Mi☆nA |                                                        |
| 2019                 | 9月15日              | 『新型感染初期』                                                               | 渋谷O-Nest                     | 洗脳ミーム、ようなぴ、キャンディzooナイトメア、RAY、メリーメリーファンファーレ、SKOOL GIRL BYE BYE、OUTSKIRT、ポポロコネクト、終わらないで、夏                                    |                                                        |
| 2019                 | 9月16日              | 『INDIVIDUAL PLATE DEBUT LIVE』                                                | 渋谷シダックスカルチャーホール | | 真戸しずく出演                                         |
| 2019                 | 9月17日              | 『二週連続！うさべにPPの個人面談』その2                                        | 新宿ROCK CAFE LOFT             | | 宇佐蔵べに、出雲にっき、清水まな                       |
| 2019                 | 9月21日              | 『新型感染経路』                                                               | 渋谷O-Nest                     | トキヲイキル、SKIRMISH、SAKA-SAMA、NECRONOMIDOL、MIGMASHELTER、グーグールル、洗脳ミーム                                                                                           |                                                        |
| 2019                 | 9月22日              | 『PREDAWN vol.5』                                                              | 渋谷Milkyway                   | RAY、ネムレス、しらない間に私は、Origamillio、ATOMIC MINISTRY、PARTY MONSTER |                                                        |
| 2019                 | 9月26日              | 『エクストロメ』                                                               | 下北沢Club251                  | 始発待ちアンダーグラウンド、クロスノエシス、NECRONOMIDOL、nuance |                                                        |
| 2019                 | 9月29日              | 『Beat Happening! 六本木3MAN PANIC!』                                          | 六本木VARIT                    | D'yer Mak'er?、NaNoMoRaL |                                                        |
| 2019                 | 10月2日              | 『6人でDJ&トーク＆ワンマン手売りチケット即売会』                               | HMV record shop新宿ALTA        | |                                                        |
| 2019                 | 10月5日              | avandoned 1st one man live 『bouquet』                                         | 高円寺HIGH                     | | ゑりかちゃんべいびー助っ人満了                         |
| 2019                 | 10月6日              | 『Cannes Idol Expo』                                                           | 渋谷CHELSEA HOTEL              | OUTSKIRTS、WEAR、かんたんふ、TAKENOKO▲、FLOWLIGHT |                                                        |
| 2019                 | 10月7日              | 『急きょ開催！avandonedのおたのしみ会 その2』                                  | 吉祥寺NEPO                     | |                                                        |
| 2019                 | 10月15日             | 『Beat Happening! 高円寺IDLE PANIC MAX!』                                      | 高円寺HIGH                     | nuance、cana÷biss、XOXO EXTREME、アオイユウ(エレクトリックリボン) |                                                        |
| 2019                 | 10月19日             | 『underpass Vol.1』                                                            | 渋谷CIRCUS                     | パニエウィスト、最高じぇねれーしょん、SAKA-SAMA、963 |                                                        |
| 2019                 | 10月23日             | 『武井麻里子超はじめての生誕祭』                                               | 渋谷ラウンジネオ               | 武井麻里子、WHY＠DOLL、エレクトリックリボン、ダブルアンド2＆、イロハマイ、似顔絵やさん、おのしのぶ                                                                                | DJ宇佐蔵べにソロ                                       |
| 2019                 | 10月26日             | 『HALLOWEEN LIVE -DAY-』                                                       | 渋谷DESEO                      | ワンアポ、ノルウェージャンフォレストガール、IDOLATER、ワガママきいて??、シンダーエラ                                                                                              | DJ inumana(犬飼はる&清水まな)                          |
| 2019                 | 〃                   | 『SPAMPINATO BROTHERS BAND with Special Guest BILLY BREMNER』                  | 渋谷LOFT HEAVEN                | w/OCHA∞ME、加納エミリBAND | CHILDISH TONES feat.宇佐蔵べに                         |
| 2019                 | 11月1日              | 『推しを教えろ！』                                                             | 新宿ROCK CAFE LOFT             | りるはかせ(O'CHAWANZ)、彼女のサーブ、彼女のレシーブ | DJ IZUMOソロ                                           |
| 2019                 | 11月2日              | 『私立くぴぽ学園』                                                             | 新宿MOTION                     | 彼女のサーブ＆レシーブ、XOXO EXTREME、くぴぽ |                                                        |
| 2019                 | 11月3日              | レコードの日ミニライブ&特典会                                                  | タワーレコード藤沢OPA店        | |                                                        |
| 2019                 | 11月4日              | 『音楽的偶像』                                                                 | 渋谷Milkyway                   | 代代代、めろん畑a go go、始発待ちアンダーグラウンド |                                                        |
| 2019                 | 11月8日              | 東北出身アイドルサミット                                                       | 新宿ROCK CAFE LOFT             | 夏芽すやり(sommeil sommeil)、有明ゆの(さっきの女の子、) | 出雲にっき                                             |
| 2019                 | 11月13日             | 『最高フェスvol.10』                                                           | 渋谷Star lounge                | SAKA-SAMA、THE ROMANTIC MOTEL、宮島るりかsimpatix、最高じぇねれーしょん |                                                        |
| 2019                 | 11月15日             | 『Beat Happening! Listen to the Music!』                                       | 渋谷セブンスフロア             | ミ米ミ、NaNoMoRaL(アコースティック) | DJ宇佐蔵べにソロ                                       |
| 2019                 | 11月18日             | 『avandoned犬飼はる生誕ライブ Inukai Haru-chan's birthday party』              | 新宿MARZ                       | シンダーエラ、NILKLY |                                                        |
| 2019                 | 11月19日             | 『Beat Happening! 未来POP MUSIC MAX!』                                         | 六本木VARIT                    | nuance、やなことそっとミュート、新しい学校のリーダーズ、O.A. cana÷biss |                                                        |
| 2019                 | 11月20日             | 『ナビの音楽会 Vol.6』                                                         | 新宿ROCK CAFE LOFT             | ナビ、愛里 | 出雲にっきソロ                                         |
| 2019                 | 11月23日             | 『OPC fes. ～B.C.～』                                                          | 新木場スタジオコースト         | | 音々ひるね お披露目                                    |
| 2019                 | 〃                   | 『ミスiDフェス2020-卒業式-』                                                   | 講談社6階講堂                  | |                                                        |
| 2019                 | 11月24日             | 『アイドル甲子園AUTUMN FESTIVAL2019』                                          | 新木場スタジオコースト         | |                                                        |
| 2019                 | 12月1日              | 『ギュウ農フェス番外編ジャイアントキリングis BACK!』                           | 大塚Hearts Next                | |                                                        |
| 2019                 | 〃                   | 『new encounters SPvol.28』                                                    | 渋谷VUENOS                     | RAY、NECRONOMIDOL、SKIRMISH、THE BANANA MONKEYS、HAMIDASYSTEM、ポポロコネクト、回せ！グルーブ開発部、ユキノユーリ                                                                 |                                                        |
| 2019                 | 12月3日              | 『avandoned主催 ava party Vol.1』                                              | 新宿MARZ                       | ねうちゃん、彼女のサーブ＆レシーブ、ノルウェージャンフォレストガール |                                                        |
| 2019                 | 12月4日              | 『うさべにPPの個人面談 その3』                                                 | 新宿ROCK CAFE LOFT             | |                                                        |
| 2019                 | 12月5日              | 『イカすぜIDOL Vol.1』                                                         | 新大久保EARTHDOM               | めろん畑a go go、みんなのこどもちゃん |                                                        |
| 2019                 | 12月7日              | 『avandoned宇佐蔵べに生誕 USABENI Birthday LIVE -21!!-』                       | 高円寺HIGH                     | APOKALIPPPS、カイ |                                                        |
| 2019                 | 12月9日              | 『Beat Happening! 未来POP MUSIC MAX!』                                         | 高円寺HIGH                     | かんたんふ、絶対忘れるな、XOXO EXTREME、O'CHAWANZ |                                                        |
| 2019                 | 12月14日             | 『エレクトリックリボン室井ゆう生誕祭にこにこ生たん祭』                         | 高円寺HIGH                     | エレクトリックリボン、ミ米ミ、岡野陽一 |                                                        |
| 2019                 | 12月22日             | 『UNDER STATION』                                                              | 新宿MARZ                       | 始発待ちアンダーグラウンド、NILKLY、the mishmash |                                                        |
| 2019                 | 12月25日             | 『エレクリスマスVOL.2』                                                        | 六本木VARIT                    | D'yer Mak'er?、XOXO EXTREME、エレクトリックリボン |                                                        |
| 2019                 | 12月28日             | 『AFTER CHRISTMAS PARTY』                                                      | ヤマハ銀座スタジオ             | The Pen Friend Club、TWEEDEES、RYUTist、DJ aco&GALLA-O |                                                        |
| 2019                 | 12月30日             | 『Pop'n Party×エクストロメ!!』                                                 | 渋谷O-west                     | |                                                        |
| 2019                 | 12月31日             | 『KOENJI HIGH 12th Anniversary 前夜祭』                                        | 高円寺HIGH                     | XOXO EXTREME,RAY 他 | 真戸しずく卒業                                         |

| 公演リスト（2020年） | 公演リスト（2020年） | 公演リスト（2020年）                                                      | 公演リスト（2020年） | 公演リスト（2020年）                                    | 公演リスト（2020年）               |
| 年                   | 日程                 | タイトル                                                                  | 場所                 | 共演者                                                  | 備考                               |
| -------------------- | -------------------- | ------------------------------------------------------------------------- | -------------------- | ------------------------------------------------------- | ---------------------------------- |
| 2020                 | 1月18日              | 『ノルウェージャンフォレストガール 律子生誕「Twilight」』                 | 青山月見ル君想フ     | ノルウェジャンフォレストガール、NaNoMoRaL、一瞬しかない |                                    |
| 2020                 | 1月20日              | 『急きょ開催！avandoned 新年会 2020』                                     | 下北沢BREATH         |                                                         |                                    |
| 2020                 | 1月22日              | 『avandoned 出雲にっきトークイベント にっにちゃんのともだちできるかな？』 | ROCK CAFE LOFT       | 寿々木ここね (SAKA-SAMA)                                | 出雲にっき                         |
| 2020                 | 1月26日              | 『SHE'S GOT RHYTHM!』                                                     | 西永福JAM            | ℃-want you! (Band Set) DJ:元辻あな                      |                                    |
| 2020                 | 〃                   | 『サワソニ43 新年祭』                                                     | 渋谷Glad             |                                                         |                                    |
| 2020                 | 1月27日              | 『Beat Happening！R&R PANIC MAX！』                                       | 渋谷LUSH＆HOME       |                                                         | DJ宇佐蔵べに、DJ IZUMO(出雲にっき) |
| 2020                 | 2月24日              | 『avandoned 出雲にっき生誕祭 わんきゅう‼︎』                                | 高円寺HIGH           | RAY、SAKA-SAMA                                          | ラストライブ                       |

## 出演

### ラジオ
- FMおだわら
  - 『アイドル放送局』2018年4月～ 毎週木曜日 22:30-23:00（再放送 毎週日曜日 15:30-16:00）-第1、2週担当パーソナリティ

### 映画
- あヴぁんだんドキュ(2016年、MOOSIC LAB)

### テレビ
- テレビ埼玉
  - 『ウタ娘』2015年2月27日放送
  - 『お〜でぃえんすV』2015年3月15日放送

- テレビ朝日
  - 『全力坂』2019年11月20日・11月25日放送（犬飼はる出演）

### インターネット放送
- WALLOP
  - tokyo torico 『とぉキぁおすかい放送局』
    - 第一回　2014年8月19日
    - 第二回　2014年9月16日
    - 第三回　2014年10月21日
    - 第四回　2014年11月18日
- DOMMUNE
  - 『JGO』第29回　2016年8月8日
- FRESH!
  - 『ライブアイドル名鑑』　2017年3月11日
- 東京動画
  - 東京アイドル Yo！それ、都にお願いしちゃいなよ！　-宇佐蔵べにがMCとして出演[53]
- AbemaTV
  - 『サタデーナイト』　2017年5月20日 -小鳥こたおが「話題のハーフJKアイドル」として登場[54]
  - 『AbemaPrime』　2019年10月30日 -宇佐蔵べにが「純喫茶好きアイドル」として生出演
- ニコニコ生放送
  - 『IDOL AND READチャンネル』宇佐蔵べにがMCとして出演(vol.23,25 2019年12月)

### 雑誌
- TRASH-UP!! vol.20 （2014年10月発行）初の雑誌掲載
- TRASH-UP!! ZINE （2014年10月発行）2014年10月30日に開催されたTRASH-UP!!祭りオフィシャルHPでのチケット購入特典
- アローライフ 2月号（2014年12月発行）巻末特集
- TRASH-UP!! vol.21 （2015年2月発行）特集「アイドルに聞く　2014私のベスト5」にて宇佐蔵べにが掲載
- BUBUKA 2015年9月号（2015年7月発行）南波一海のライブアイドル a go go !!
- B.L.T. 2016年9月号（2016年7月発行、東京ニュース通信社）ぶらり豪　‐　小鳥こたおのみ[55]
- BUBUKA 2017年8月号（2017年6月発行）南波一海のライブアイドル a go go !!
- bounce 415号（2018年5月25日発行）[56]
- bounce 428号（2019年6月25日発行）[57]